# Economía socialista
Una economía socialista comprende las teorías, prácticas y normas económicas de sistemas económicos socialistas hipotéticos y existentes. Un sistema económico socialista se caracteriza por la propiedad y operación social de los medios de producción que pueden tomar la forma de cooperativas autónomas o propiedad pública directa donde se lleva a cabo la producción directamente para su uso y no con fines de lucro. Los sistemas socialistas que utilizan los mercados para asignar bienes de capital y factores de producción entre unidades económicas se denominan socialismo de mercado. Cuando se utiliza la planificación, el sistema económico se designa como economía planificada socialista. Las formas de socialismo no de mercado suelen incluir un sistema de contabilidad basado en el cálculo en especie para valorar recursos y bienes.
La economía socialista se ha asociado con diferentes escuelas de pensamiento económico. La economía marxista proporcionó una base para el socialismo basada en crítica de la economía política y el análisis del capitalismo; mientras que la economía neoclásica y la economía evolutiva proporcionaron modelos integrales de socialismo. Durante el siglo XX, las propuestas y modelos tanto para las economías de mercado socialistas planificadas como para las de mercado se basaron en gran medida en la economía neoclásica o en una síntesis de la economía neoclásica con la economía marxista o institucional.
Como término, economía socialista también puede aplicarse al análisis de sistemas económicos anteriores y existentes que se implementaron en estados socialistas, como en las obras del economista húngaro János Kornai. El anarquista individualista estadounidense del siglo XIX Benjamin Tucker, que conectó la economía clásica de Adam Smith y los socialistas ricardianos, así como la de Pierre-Joseph Proudhon, Karl Marx y Josiah Warren con el socialismo, sostuvo que había dos escuelas de pensamiento socialista, a saber el socialismo anarquista y el socialismo de Estado, sosteniendo que lo que tenían en común era la teoría del valor-trabajo. Los socialistas no están de acuerdo sobre el grado en que es necesario el control social o la regulación de la economía; hasta qué punto debe intervenir la sociedad y si el gobierno, en particular el gobierno existente, es el vehículo correcto para el cambio son cuestiones de desacuerdo.  El objetivo de la economía socialista es neutralizar el capital o, en el caso del socialismo de mercado, someter la inversión y el capital a la planificación social.

## Historia del pensamiento económico socialista
Karl Marx y Friedrich Engels creían que las sociedades de cazadores-recolectores y algunas sociedades agrícolas primitivas eran comunales, y a esto lo llamaron comunismo primitivo. Engels escribió extensamente sobre esto en el libro El origen de la familia, la propiedad privada y el Estado, que se basó en las notas inéditas de Marx sobre la obra de Lewis Henry Morgan.
Los valores del socialismo tienen sus raíces en instituciones precapitalistas como las comunas religiosas, las obligaciones recíprocas y la caridad comunitaria de la Europa medieval; el desarrollo de su teoría económica refleja y responde principalmente a los cambios monumentales provocados por la disolución del feudalismo y el surgimiento de relaciones sociales específicamente capitalistas. Como tal, comúnmente se lo considera un movimiento perteneciente a la era moderna. Muchos socialistas han considerado su defensa como la preservación y extensión de las ideas humanistas radicales expresadas en la doctrina de la Ilustración, como el Discurso sobre la desigualdad de Jean-Jacques Rousseau, Los límites de la acción estatal de Wilhelm von Humboldt o la insistente defensa de la Revolución Francesa por parte de Immanuel Kant.
El capitalismo apareció en su forma madura como resultado de los problemas que surgieron cuando un sistema de fábricas industriales que requería inversiones a largo plazo y entrañaba riesgos correspondientes se introdujo en un marco comercial (mercantilista) internacionalizado. Históricamente hablando, las necesidades más apremiantes de este nuevo sistema eran un suministro asegurado de los elementos de la industria (tierra, maquinaria elaborada y mano de obra) y estos imperativos llevaron a la mercantilización de estos elementos.
Según el relato clásico del influyente historiador económico socialista Karl Polanyi, la transformación forzosa de la tierra, el dinero y especialmente la mano de obra en mercancías que serían asignadas por un mecanismo de mercado autónomo fue una ruptura extraña e inhumana del tejido social preexistente. Marx había visto el proceso desde una perspectiva similar, refiriéndose a él como parte del proceso de "acumulación primitiva" mediante el cual se acumula suficiente capital inicial para comenzar la producción capitalista. La dislocación que Polyani y otros describen desencadenó contramovimientos naturales en los esfuerzos por reinsertar la economía en la sociedad. Estos contramovimientos, que incluyeron, por ejemplo, las rebeliones luditas, son los incipientes movimientos socialistas. Con el tiempo, estos movimientos dieron origen o adquirieron una serie de defensores intelectuales que intentaron desarrollar sus ideas en teoría.
Como señaló Polanyi, estos contramovimientos fueron en su mayoría reactivos y, por lo tanto, no fueron movimientos socialistas en toda regla. Algunas demandas no iban más allá del deseo de mitigar los peores efectos del mercado capitalista. Más tarde, se desarrolló un programa socialista completo, que abogaba por una transformación sistémica. Sus teóricos creían que incluso si los mercados y la propiedad privada pudieran ser domesticados para no ser excesivamente "explotadores", o las crisis pudieran mitigarse efectivamente, las relaciones sociales capitalistas seguirían siendo significativamente injustas y antidemocráticas, suprimiendo las necesidades humanas universales de satisfacción y empoderamiento. y trabajo creativo, diversidad y solidaridad.

### Economía política socialista antes de Marx

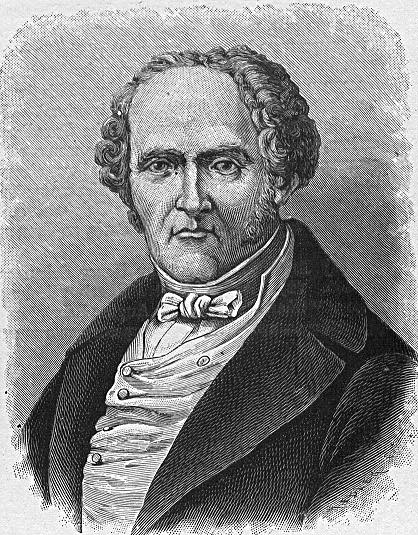
Charles Fourier, influyente pensador socialista francés temprano.

Uno de los primeros teóricos socialistas clave de la economía política fue Pierre-Joseph Proudhon. Fue el más conocido de los teóricos mutualistas del siglo XIX y el primer pensador en referirse a sí mismo como anarquista. Otros fueron: tecnócratas como Henri de Saint-Simon; radicales agrarios como Thomas Spence, William Ogilvie y William Cobbett; anticapitalistas como Thomas Hodgskin; socialistas comunitarios y utópicos como Robert Owen, William Thompson y Charles Fourier; socialistas antimercado como John Gray y John Francis Bray; el mutualista cristiano William Batchelder Greene; así como los teóricos del movimiento cartista y los primeros defensores del sindicalismo.
Los primeros defensores del socialismo promovieron la nivelación social para crear una sociedad meritocrática o tecnocrática basada en el talento individual. El conde Henri de Saint-Simon fue el primero en acuñar el término "socialismo". Saint-Simon estaba fascinado por el enorme potencial de la ciencia y la tecnología, lo que le llevó a abogar por una sociedad socialista que eliminara los aspectos desordenados del capitalismo y que se basara en la igualdad de oportunidades. Saint-Simon defendía una sociedad en la que las personas fueran clasificadas según sus capacidades y recompensadas según su trabajo. Esto fue acompañado por el deseo de implementar una economía racionalmente organizada, basada en la planificación y orientada al progreso científico y material a gran escala, que encarnaba el deseo de una economía semiplanificada.
Otros pensadores socialistas tempranos fueron influenciados por los economistas clásicos. Los socialistas ricardianos, como Thomas Hodgskin y Charles Hall, se basaron en el trabajo de David Ricardo y razonaron que el valor de equilibrio de las mercancías se aproximaba a los precios al productor cuando esas mercancías tenían una oferta elástica, y que estos precios al productor correspondían al trabajo incorporado. Los socialistas ricardianos veían las ganancias, los intereses y la renta como deducciones de este valor de cambio.

### Karl Marx yEl Capital

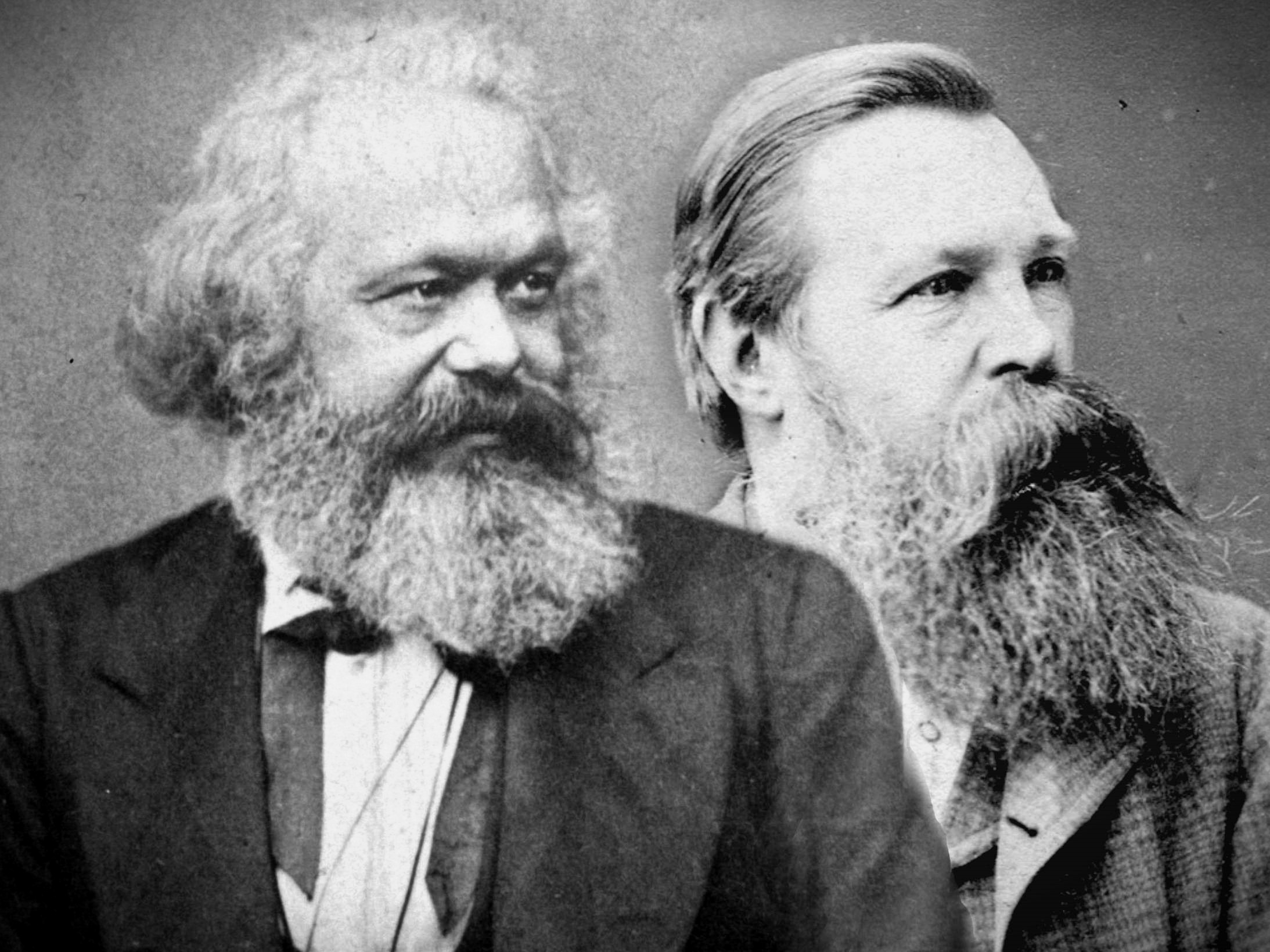
Karl Marx y Friedrich Engels, influyentes pensadores y economistas socialistas.

El enfoque de Karl Marx, que Friedrich Engels llamaría "socialismo científico", sería el punto de bifurcación de la teoría económica. En una dirección iban quienes rechazaban el sistema capitalista por considerarlo fundamentalmente antisocial, argumentando que nunca podría aprovecharse para realizar efectivamente el máximo desarrollo de las potencialidades humanas, donde "el libre desarrollo de cada uno es la condición para el libre desarrollo de todos".
El capital de Marx es una obra incompleta de teoría económica; había planeado cuatro volúmenes pero completó dos y dejó a su colaborador Engels para completar el tercero. En muchos sentidos, la obra sigue el modelo de La riqueza de las naciones de Smith, buscando ser una descripción lógica integral de la producción, el consumo y las finanzas en relación con la moral y el Estado. La obra de la filosofía, la antropología, la sociología y la economía incluye los siguientes temas:
- Ley del valor: la producción capitalista es la producción de "una inmensa multitud de mercancías" o producción mercantil generalizada. Una mercancía tiene dos cualidades esenciales: en primer lugar, son útiles, satisfacen alguna necesidad humana, "la naturaleza de tales necesidades, ya sea que, por ejemplo, surjan del estómago o de la fantasía, no hace ninguna diferencia"[35] y, en segundo lugar, son vendido en un mercado o intercambiado. Fundamentalmente, el valor de cambio de una mercancía "es independiente de la cantidad de trabajo necesario para apropiarse de sus cualidades útiles".[35] Sin embargo, más bien depende de la cantidad de trabajo socialmente necesario que se requiere para producirlo. Todas las mercancías se venden a su valor, por lo que el origen de la ganancia capitalista no está en el engaño o el robo, sino en el hecho de que el costo de reproducción de la fuerza de trabajo, o el salario del trabajador, es menor que el valor creado durante su tiempo en trabajo, permitiendo a los capitalistas obtener una plusvalía o beneficio sobre sus inversiones.
- Relaciones de propiedad históricas: el capitalismo histórico representa un proceso de agitación social trascendental donde las masas rurales fueron separadas de la tierra y la propiedad de los medios de producción por la fuerza, las privaciones y la manipulación legal, creando un proletariado urbano basado en la institución del trabajo asalariado. Además, las relaciones de propiedad capitalistas agravaron la separación artificial entre ciudad y campo, que es un factor clave para explicar la brecha metabólica entre los seres humanos en el capitalismo y su entorno natural, que está en la raíz de nuestros actuales dilemas ecológicos.[36]
- Fetichismo de la mercancía: Marx adaptó la teoría del valor anterior para mostrar que en el capitalismo los fenómenos relacionados con el sistema de precios (mercados, competencia, oferta y demanda) constituyen una ideología poderosa que oscurece las relaciones sociales subyacentes de la sociedad capitalista. El "fetichismo de las mercancías" se refiere a esta distorsión de la apariencia. La realidad social subyacente es la de explotación económica.
- Explotación económica: los trabajadores son la fuente creativa fundamental de nuevo valor. Las relaciones de propiedad que otorgan a los capitalistas el derecho de usufructo y control despótico del lugar de trabajo son los mecanismos mediante los cuales los capitalistas se apropian de la plusvalía creada por los trabajadores.
- Acumulación de capital: inherente al capitalismo es el incesante impulso de acumular como respuesta a las fuerzas competitivas que actúan sobre todos los capitalistas. En tal contexto, la riqueza acumulada que es la fuente del poder social del capitalista se deriva de la capacidad de repetir el circuito de dinero→mercancías→dinero (D-M-D), donde el capitalista recibe un incremento o "plusvalía" superior a su inversión inicial, como lo más rápida y eficientemente posible. Además, este imperativo impulsor lleva al capitalismo a su expansión a escala mundial.
- Crisis cíclicas: Marx identificó barreras naturales e históricamente específicas (es decir, estructurales) a la acumulación que estaban interrelacionadas e interpenetradas entre sí en tiempos de crisis. Diferentes tipos de crisis, como las crisis de realización y las crisis de sobreproducción, son expresiones de la incapacidad del capitalismo para superar constructivamente tales barreras. Además, el resultado de las crisis es una mayor centralización, la expropiación de muchos capitalistas por parte de unos pocos.
- Centralización del capital: las fuerzas interactivas de la competencia, las crisis endémicas, la expansión intensiva y extensiva de la escala de producción y una creciente interdependencia con el aparato estatal promueven una fuerte tendencia de desarrollo hacia la centralización del capital.
- Desarrollo material: como resultado de su constante impulso para optimizar la rentabilidad mediante el aumento de la productividad del trabajo, típicamente revolucionando la tecnología y las técnicas de producción, el capitalismo se desarrolla para reducir progresivamente la necesidad objetiva de trabajo, lo que sugiere el potencial de una nueva era de creatividad. formas de trabajo y mayores posibilidades de ocio.
- Socialización y condiciones previas para la revolución social: al socializar el proceso laboral, concentrar a los trabajadores en entornos urbanos en procesos de producción a gran escala y vincularlos en un mercado mundial, se crean los agentes de un posible cambio revolucionario. Así, Marx sintió que en el curso de su desarrollo el capitalismo estaba desarrollando al mismo tiempo las condiciones previas para su propia negación. Sin embargo, aunque las condiciones objetivas para el cambio son generadas por el propio sistema capitalista, las condiciones subjetivas para la revolución social sólo pueden surgir mediante la comprensión de las circunstancias objetivas por parte de los propios agentes y la transformación de tal comprensión en un programa revolucionario eficaz.[37]

### Economía anarquista

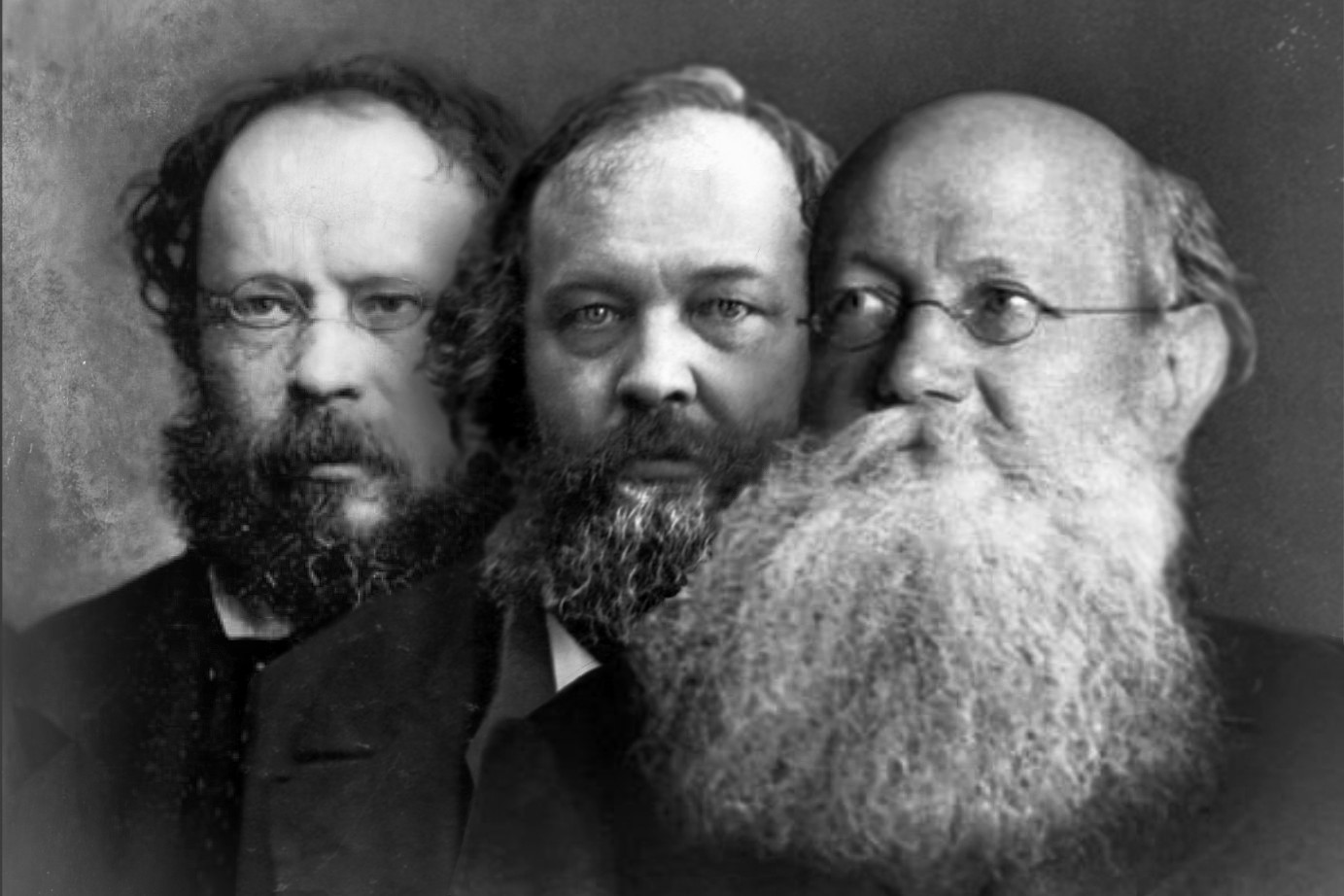
Pierre Joseph Proudhon (mutualista), Mijaíl Bakunin (anarquista colectivista) y Piotr Kropotkin (anarcocomunista).

La economía anarquista es el conjunto de teorías y prácticas de la economía y de la actividad económica dentro de la filosofía política del anarquismo.
Pierre Joseph Proudhon estuvo involucrado con los mutualistas de Lyon y más tarde adoptó el nombre para describir sus propias enseñanzas. El mutualismo es una escuela de pensamiento anarquista que se origina en los escritos de Pierre-Joseph Proudhon, quien imaginó una sociedad donde cada persona podría poseer un medio de producción, ya sea individual o colectivamente, y el comercio representaría cantidades equivalentes de trabajo en el libre mercado. Una parte integral del plan fue el establecimiento de un banco de crédito mutuo que prestaría a los productores a una tasa de interés mínima, lo suficientemente alta como para cubrir la administración. El mutualismo se basa en una teoría del valor trabajo que sostiene que cuando se vende trabajo o su producto, a cambio, debe recibir bienes o servicios que incorporen "la cantidad de trabajo necesaria para producir un artículo de utilidad exactamente similar e igual".

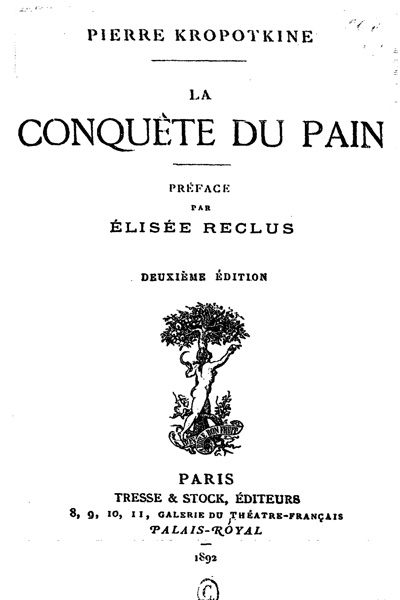
La conquista del pan de Piotr Kropotkin, obra influyente que presenta la visión económica del anarcocomunismo.

El anarquismo colectivista es una doctrina revolucionaria  que propugna la abolición del Estado y la propiedad privada de los medios de producción. Más bien, prevé que los medios de producción sean de propiedad colectiva y controlados y gestionados por los propios productores. Una vez que se produzca la colectivización, los salarios de los trabajadores se determinarían en las organizaciones democráticas en función de la cantidad de tiempo que contribuyeran a la producción. Estos salarios se utilizarían para comprar bienes en un mercado comunal.
El anarcocomunismo es una teoría del anarquismo que aboga por la abolición del Estado, la propiedad privada y el capitalismo en favor de la propiedad común de los medios de producción, la democracia directa y una red horizontal de asociaciones voluntarias y de consejos obreros con producción y consumo basados en el principio rector: "de cada uno según su capacidad, a cada uno según su necesidad". A diferencia del mutualismo, el anarquismo colectivista y el marxismo, el anarcocomunismo defendido por Piotr Kropotkin y Errico Malatesta rechazó por completo la teoría del valor trabajo y, en cambio, defendió una economía del regalo y basar la distribución en la necesidad. Como filosofía económico-política moderna y coherente, el anarcocomunismo fue formulado por primera vez en la sección italiana de la Primera Internacional por Carlo Cafiero, Emilio Covelli, Errico Malatesta, Andrea Costa y otros ex republicanos mazzinianos. Por respeto a Mijaíl Bakunin, no hicieron explícitas sus diferencias con el anarquismo colectivista hasta después de la muerte de Bakunin.
El anarquismo de mercado de izquierda afirma firmemente las ideas liberales clásicas de autopropiedad y libre mercado, al tiempo que sostiene que, llevadas a sus conclusiones lógicas, estas ideas apoyan posiciones fuertemente anticorporativistas, antijerárquicas, pro-obreras y anticapitalismo en Economía y antiimperialismo en política exterior. 

### Immanuel Wallerstein
En 1979, Immanuel Wallerstein escribió:
Hoy en día no hay sistemas socialistas en la economía mundial, como tampoco hay sistemas feudales, porque sólo hay un sistema mundial. Es una economía mundial y por definición tiene una forma capitalista. El socialismo implica la creación de un nuevo tipo de sistema mundial, ni un imperio mundial redistributivo ni una economía mundial capitalista, sino un gobierno mundial socialista. No considero que esta proyección sea en absoluto utópica, pero tampoco siento que su institución sea inminente. Será el resultado de una larga lucha social en formas que pueden resultar familiares y quizás en muy pocas formas, que tendrá lugar en todas las áreas de la economía mundial.

## Características
Una economía socialista es un sistema de producción donde los bienes y servicios se producen directamente para su uso, en contraste con un sistema económico capitalista, donde los bienes y servicios se producen para generar ganancias (y por lo tanto indirectamente para su uso). "La producción bajo el socialismo sería directa y únicamente para su uso. Con los recursos naturales y técnicos del mundo mantenidos en común y controlados democráticamente, el único objeto de la producción sería satisfacer las necesidades humanas". Los bienes y servicios se producirían por su utilidad, o por su valor de uso, eliminando la necesidad de necesidades inducidas por el mercado para asegurar una cantidad suficiente de demanda de productos que se venderán con ganancias. Por tanto, la producción en una economía socialista es "planificada" o "coordinada" y no sufre el ciclo económico inherente al capitalismo. En la mayoría de las teorías socialistas, la planificación económica sólo se aplica a los factores de producción y no a la asignación de bienes y servicios producidos para el consumo, que se distribuirían a través de un mercado. Karl Marx afirmó que el "comunismo de etapa inferior" consistiría en una compensación basada en la cantidad de trabajo que uno aporta al producto social.
La propiedad de los medios de producción varía en las diferentes teorías socialistas. Puede basarse en la propiedad pública de un aparato estatal; propiedad directa de los usuarios de la propiedad productiva a través de cooperativas de trabajadores; o propiedad común de toda la sociedad con gestión y control delegados a quienes operan/utilizan los medios de producción.
La gestión y el control de las actividades de las empresas se basan en la autogestión y el autogobierno, con relaciones de poder equitativas en el lugar de trabajo para maximizar la autonomía ocupacional. Una forma socialista de organización eliminaría las jerarquías de control, de modo que en el lugar de trabajo sólo quedaría una jerarquía basada en el conocimiento técnico. Cada miembro tendría poder de toma de decisiones en la empresa y podría participar en el establecimiento de sus objetivos políticos generales. Las políticas/metas serían llevadas a cabo por los especialistas técnicos que forman la jerarquía coordinadora de la firma, quienes establecerían planes o directivas para que la comunidad laboral cumpla con estas metas.
Sin embargo, las economías de los antiguos estados socialistas, excluida Yugoslavia, se basaban en una administración burocrática de arriba hacia abajo de las directivas económicas y una microgestión del trabajador en el lugar de trabajo inspirada en modelos capitalistas de gestión científica. Como resultado, algunos movimientos socialistas han argumentado que dichas economías no eran socialistas debido a la falta de relaciones de poder equitativas en el lugar de trabajo, la presencia de una nueva "élite" y debido a la producción de mercancías que tuvo lugar en estas economías. Estos sistemas económicos y sociales han sido clasificados por sus críticos como "colectivistas burocráticos", "capitalistas de estado" o "estados obreros deformados". La naturaleza exacta de la URSS et al. sigue sin resolverse dentro de dichos movimientos socialistas. Sin embargo, otros movimientos socialistas defienden los sistemas que existían en Europa del Este y la Unión Soviética, recordando, como se dijo anteriormente, que la propiedad pública de los medios de producción puede significar muchas variantes. En el caso de la Unión Soviética y sus satélites, era el Estado el que controlaba y administraba casi toda la economía como una gran empresa única. Además, los productos que se fabricaban en las economías de tipo soviético no se producían directamente para su uso, dado que todos ellos se vendían al público a precios inferiores a los del mercado (es decir, se vendían en déficit para satisfacer las necesidades de la población).

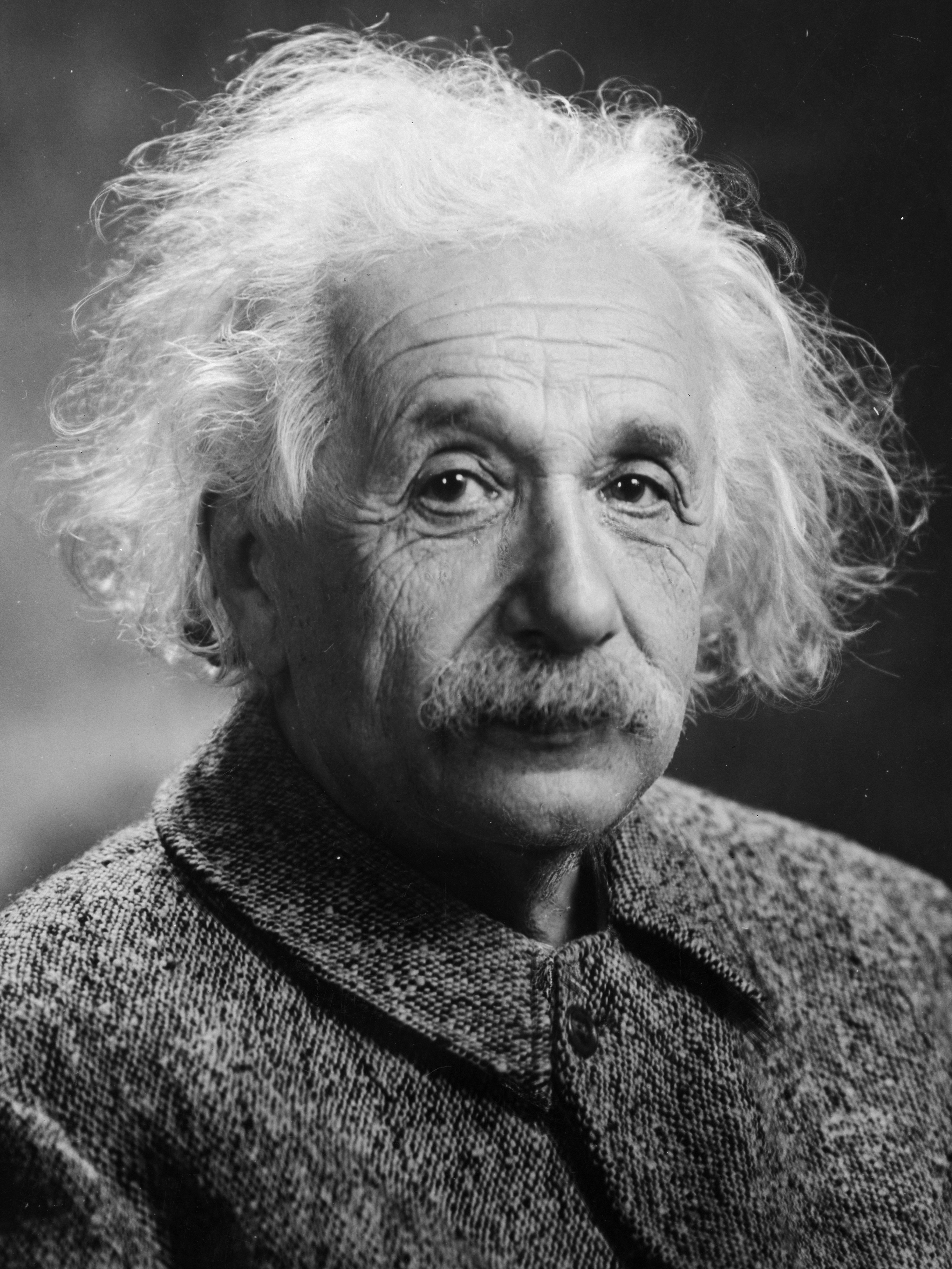
Albert Einstein abogó por una economía planificada socialista con su artículo "¿Por qué el socialismo?" de 1949.

En la edición de mayo de 1949 de la Monthly Review titulada "¿Por qué el socialismo?", Albert Einstein escribió:
Estoy convencido de que sólo hay una manera de eliminar (los) graves males (del capitalismo): mediante el establecimiento de una economía socialista, acompañada de un sistema educativo que esté orientado hacia objetivos sociales. En una economía así, los medios de producción son propiedad de la propia sociedad y se utilizan de forma planificada. Una economía planificada, que ajuste la producción a las necesidades de la comunidad, distribuiría el trabajo a realizar entre todos aquellos capaces de trabajar y garantizaría un medio de vida a cada hombre, mujer y niño. La educación del individuo, además de promover sus propias capacidades innatas, intentaría desarrollar en él un sentido de responsabilidad hacia sus semejantes en lugar de la glorificación del poder y el éxito en nuestra sociedad actual.

### Planificación económica

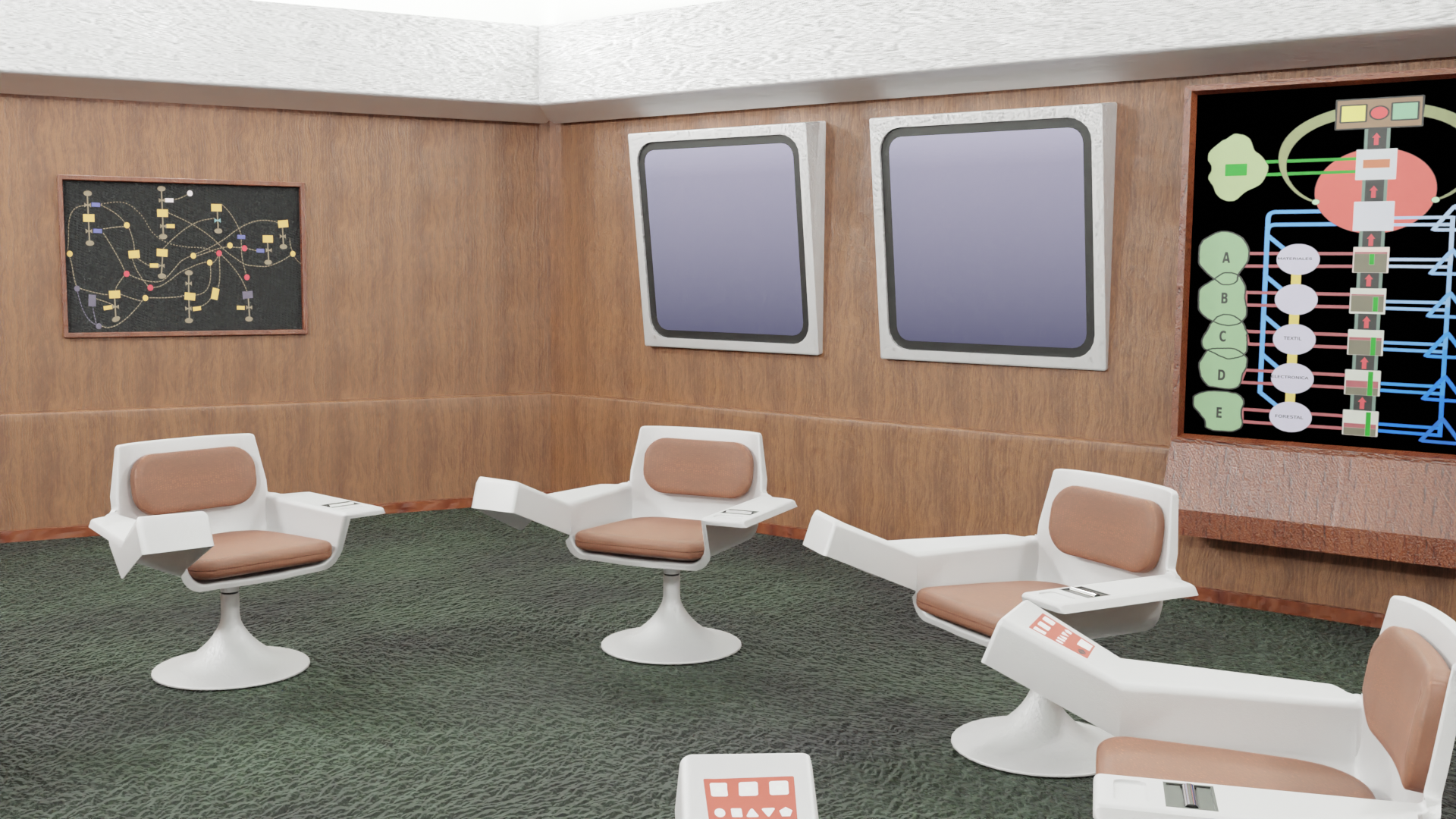
El Proyecto Cybersyn fue una de las primeras formas de planificación económica computacional.

La planificación económica es un mecanismo para la asignación de insumos económicos y la toma de decisiones basado en la asignación directa, en contraste con el mecanismo de mercado, que se basa en la asignación indirecta.
La planificación económica no es sinónimo del concepto de economía dirigida, que existía en la Unión Soviética, y se basaba en una administración altamente burocrática de toda la economía de acuerdo con un plan integral formulado por una agencia de planificación central, que especificaba los requisitos de producción para unidades productivas y trató de microgestionar las decisiones y políticas de las empresas. La economía dirigida se basa en el modelo organizativo de una empresa capitalista, pero lo aplica a toda la economía.
Varios defensores de la planificación económica han sido críticos acérrimos de las economías dirigidas y la planificación centralizada. Por ejemplo, León Trotski creía que los planificadores centrales, independientemente de su capacidad intelectual, operaban sin el aporte y la participación de los millones de personas que participan en la economía y comprenden las condiciones locales y los rápidos cambios en la economía. Por lo tanto, los planificadores centrales no podrían coordinar eficazmente toda la actividad económica porque carecían de esta información informal.

### Teorías del valor económico
Las teorías económicas socialistas basan el valor de un bien o servicio en su valor de uso, más que en su costo de producción (teoría del valor-trabajo) o su valor de cambio (utilidad marginal). Otras teorías socialistas, como el mutualismo y el socialismo de mercado, intentan aplicar la teoría del valor trabajo al socialismo, de modo que el precio de un bien o servicio se ajusta para igualar la cantidad de tiempo de trabajo invertido en su producción. El tiempo de trabajo empleado por cada trabajador correspondería a créditos laborales, que se utilizarían como moneda para adquirir bienes y servicios. Los socialistas de mercado que basan sus modelos en la economía neoclásica y, por tanto, en la utilidad marginal, como Oskar Lange y Abba Lerner, han propuesto que las empresas de propiedad pública fijen su precio de manera que sea igual al costo marginal, logrando así eficiencia de Pareto. El anarcocomunismo defendido por Piotr Kropotkin y Errico Malatesta rechazó la teoría laboral del valor y el valor de cambio en sí, abogó por una economía del don y basar la distribución en la necesidad.

## Modelos y sistemas económicos
Robin Hahnel y Michael Albert identifican cinco modelos económicos diferentes dentro de la economía socialista:
- Economía de planificación centralizada de empresa pública en la que toda la propiedad es propiedad del Estado y todas las decisiones económicas clave las toma el Estado de forma centralizada, por ejemplo, en la antigua Unión Soviética.
- Economía de mercado de empresa pública gestionada por el Estado, una forma de socialismo de mercado que intenta utilizar el mecanismo de precios para aumentar la eficiencia económica mientras que todos los activos productivos decisivos permanecen en propiedad del Estado, por ejemplo, la economía de mercado socialista en China y la economía de mercado orientada al socialismo en Vietnam después de las reformas.
- Una economía mixta, donde la propiedad pública y privada son mixtas y la planificación industrial está en última instancia subordinada a la asignación del mercado, por ejemplo, el modelo generalmente adoptado por los socialdemócratas en el siglo XX, como en Suecia. Muchas propuestas diferentes de sistemas económicos socialistas exigen un tipo de economía mixta, donde coexistan entre sí múltiples formas de propiedad sobre los medios de producción. Alternativamente, una economía mixta también puede ser una economía socialista que permita un papel sustancial a la empresa privada y a la contratación dentro de un marco económico dominante de propiedad pública. Esto puede extenderse a las economías planificadas de tipo soviético que han sido reformadas para incorporar un papel más importante a los mercados en la asignación de factores de producción.
- Economías de mercado administradas por empleados de empresas públicas, otra forma de socialismo de mercado en el que unidades de producción de propiedad pública y administradas por empleados participan en intercambios de bienes y servicios de libre mercado entre sí y con consumidores finales, por ejemplo, la Yugoslavia de mediados del siglo XX. Dos modelos teóricos más son la teoría de la utilización progresiva de Prabhat Ranjan Sarkar y la democracia económica.
- Planificación participativa de empresas públicas, una economía que presenta la propiedad social de los medios de producción con una asignación basada en una integración de la planificación democrática descentralizada, por ejemplo, el comunismo sin estado y el socialismo libertario. Un antecesor histórico incipiente es el de Cataluña durante la Revolución social española de 1936. Los modelos teóricos más desarrollados incluyen los de Karl Polanyi, la economía participativa, la democracia inclusiva y el modelo de coordinación negociada de Pat Devine, así como el folleto de Cornelius Castoriadis "Los consejos de trabajadores y la economía de una sociedad autogestionada". [65]

János Kornai identifica cinco tipos distintos de socialismo:
- Concepción clásica y marxista, donde el socialismo es una etapa de desarrollo económico en la que el trabajo asalariado, la propiedad privada de los medios de producción y las relaciones monetarias se han vuelto superfluos a través del desarrollo de las fuerzas productivas, de modo que la acumulación de capital ha sido reemplazada por la planificación económica. En esta definición, la planificación económica significa la asignación consciente de insumos económicos y medios de producción por parte de los productores asociados para maximizar directamente los valores de uso en contraposición a los valores de cambio, en contraste con la "anarquía de producción" del capitalismo.
- Concepción walrasiana y socialista de mercado que define el socialismo como propiedad pública o empresas cooperativas en una economía de mercado, con precios para los bienes de producción fijados mediante un método de prueba y error por una junta de planificación central. Desde este punto de vista, el socialismo se define en términos de derechos de propiedad pública de jure sobre las grandes empresas.
- Concepción marxista-leninista que incluye una forma de organización política basada en el control de los medios de producción y de gobierno por un aparato de partido político único que afirma actuar en interés de la clase trabajadora y una ideología hostil hacia los mercados y la disidencia política, con coordinación de la actividad económica a través de una planificación económica centralizada, por ejemplo, una economía dirigida en forma de sistema de mando administrativo.
- Concepto socialdemócrata basado en el modo de producción capitalista que define el socialismo como un conjunto de valores más que como un tipo específico de organización social y económica. Incluye apoyo incondicional a la democracia parlamentaria, intentos graduales y reformistas de establecer el socialismo y apoyo a causas socialmente progresistas. Los socialdemócratas no se oponen al mercado ni a la propiedad privada y, en cambio, intentan mejorar los efectos del capitalismo a través de un estado de bienestar que se basa en el mercado como entidad coordinadora fundamental de la economía y en un grado de propiedad pública/provisión pública de bienes públicos. en una economía dominada por la empresa privada.
- Modelo de Asia Oriental, o economía de mercado socialista, basada en un mercado en gran medida libre, con acumulación de capital con fines de lucro y una propiedad privada sustancial junto con la propiedad estatal de industrias estratégicas monopolizadas por un solo partido político. En última instancia, János Kornai deja al lector la clasificación de este modelo (como socialista o capitalista).[66]

El socialismo se puede dividir en socialismo de mercado y socialismo planificado según su mecanismo dominante de asignación de recursos. Se puede hacer otra distinción entre el tipo de estructuras de propiedad de los diferentes sistemas socialistas (pública, cooperativa o común) y la forma dominante de gestión económica dentro de la economía (jerárquica o autogestionada).

### Democracia económica
La democracia económica es un modelo de socialismo de mercado desarrollado principalmente por el economista estadounidense David Schweickart. En el modelo de Schweickart, las empresas y los recursos naturales son propiedad de la sociedad en forma de banca pública, y la dirección es elegida por los trabajadores dentro de cada empresa. Las ganancias se distribuirían entre los trabajadores de la respectiva empresa.

### Economía autogestionada
La economía autogestionada es una forma de socialismo en la que las empresas son propiedad de sus empleados y están administradas por ellos, negando efectivamente la dinámica empleador-empleado (o trabajo asalariado) del capitalismo y enfatizando la oposición a la alienación, el aspecto autogestionario y cooperativo del socialismo. Los miembros de las empresas cooperativas tienen relativa libertad para gestionar sus propios asuntos y horarios de trabajo. Este modelo fue desarrollado más ampliamente por los economistas yugoslavos Branko Horvat, Jaroslav Vanek y el economista estadounidense Benjamin Ward.

### Empresas autodirigidas por los trabajadores

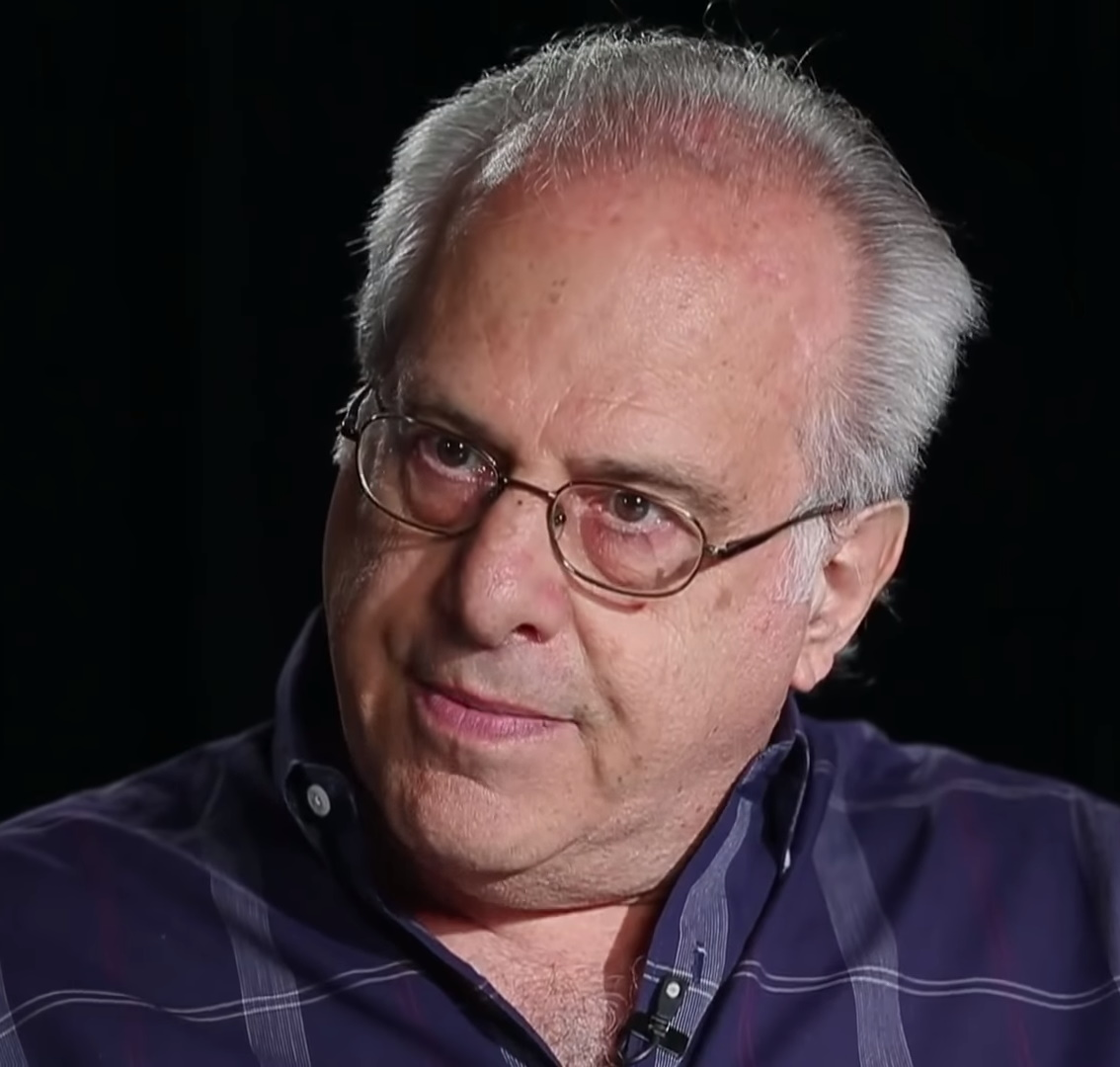
Economista marxista Richard D. Wolff, partidario de la autogestión obrera de empresas.

La autogestión obrera es una propuesta reciente defendida por el economista marxista estadounidense Richard D. Wolff. Este modelo comparte muchas similitudes con el modelo de autogestión socialista en el sentido de que los empleados poseen y dirigen sus empresas, pero otorga un papel más importante a la gestión democráticamente elegida dentro de una economía de mercado.

### Socialismo democrático planificado
El socialismo democrático planificado es una forma de economía planificada descentralizada.

### Socialismo factible
Socialismo factible fue el nombre que Alec Nove dio a su esquema de socialismo en su obra La economía del socialismo factible. Según Nove, este modelo de socialismo es "factible" porque puede realizarse durante la vida de cualquier persona que viva hoy. Implica una combinación de empresas de propiedad pública y dirigidas centralmente para industrias de gran escala, empresas públicas autónomas, cooperativas de consumidores y trabajadores para la mayor parte de la economía, y propiedad privada para las pequeñas empresas. Es una economía mixta basada en el mercado que incluye un papel sustancial para el intervencionismo macroeconómico y la planificación económica indicativa.

### Socialismo de mercado pragmático
El economista estadounidense James Yunker detalló un modelo en el que la propiedad social de los medios de producción se logra de la misma manera que se logra la propiedad privada en el capitalismo moderno a través del sistema de accionistas que separa las funciones de gestión de la propiedad. Yunker postula que la propiedad social se puede lograr si un organismo público, denominado Oficina de Propiedad Pública (BPO), sea propietario de las acciones de las empresas que cotizan en bolsa sin afectar la asignación de insumos de capital basada en el mercado. Yunker denominó a este modelo socialismo de mercado pragmático porque no requiere cambios masivos en la sociedad y dejaría intacto el sistema de gestión existente, y sería al menos tan eficiente como el capitalismo moderno y al mismo tiempo proporcionaría resultados sociales superiores como propiedad pública de empresas grandes y establecidas. permitiría que las ganancias se distribuyeran entre toda la población en forma de dividendo social en lugar de ir en gran medida a una clase de rentistas herederos. 

### Economía participativa
La economía participativa utiliza la toma de decisiones participativa como mecanismo económico para guiar la producción, el consumo y la asignación de recursos en una sociedad determinada.

### Asignación administrada por computadoras

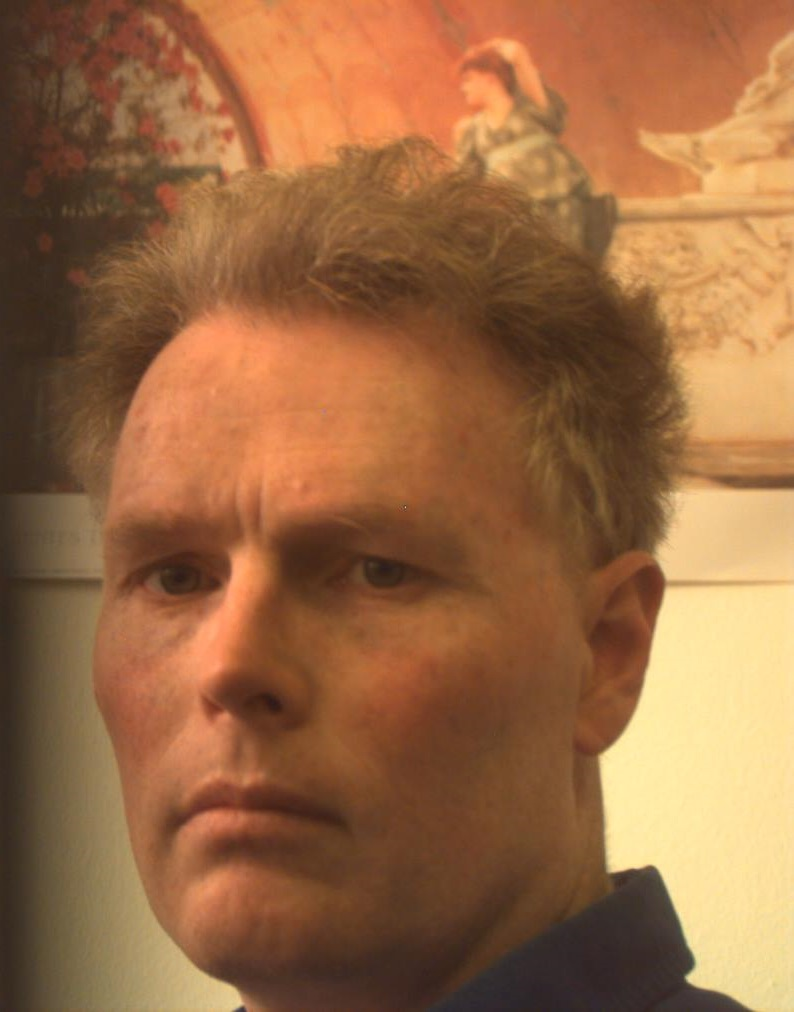
Informático Y economista marxista Paul Cockshott, partidario de la administración informática de la economía.

Varios socialistas, economistas e informáticos han esbozado propuestas para utilizar la coordinación informática y la tecnología de la información para la coordinación y optimización de la asignación de recursos (también conocida como cibernética) dentro de una economía, entre ellos Oskar Lange, el ingeniero soviético Viktor Glushkov y más recientemente Paul Cockshott y Allin Cottrell.

### Economía de producción entre pares y código abierto
La "era de la información en red" ha permitido el desarrollo y la aparición de nuevas formas de organizar la producción de valor en acuerdos no comerciales que se han denominado producción entre pares basada en el bien común, junto con la negación de la propiedad y el concepto de propiedad en el desarrollo de Software en forma de código abierto y diseño abierto.

### Coordinación negociada
El economista Pat Devine ha creado un modelo de coordinación llamado "coordinación negociada", que se basa en la propiedad social de aquellos afectados por el uso de los activos involucrados, con decisiones tomadas por aquellos en el nivel más localizado de producción.

## Elementos del socialismo en la práctica

### Economías centralmente planificadas
Una economía de planificación centralizada combina la propiedad pública de los medios de producción con la planificación estatal centralizada. Este modelo suele asociarse a la economía dirigida de tipo soviético. En una economía de planificación centralizada, las decisiones relativas a la cantidad de bienes y servicios que se producirán las planifica de antemano una agencia de planificación. En los primeros años de la planificación central soviética, el proceso de planificación se basaba en un número seleccionado de flujos físicos con insumos movilizados para cumplir objetivos explícitos de producción medidos en unidades naturales o técnicas. Este método de equilibrio material para lograr la coherencia del plan fue posteriormente complementado y reemplazado por la planificación del valor, en la que se proporcionaba dinero a las empresas para que pudieran contratar mano de obra y adquirir materiales y bienes y servicios de producción intermedios. La economía soviética alcanzó el equilibrio mediante la interconexión de tres conjuntos de cálculos, a saber, el establecimiento de un modelo que incorporaba equilibrios de producción, mano de obra y finanzas. El ejercicio se realizó anualmente e implicó un proceso de iteración (el "método de aproximación sucesiva"). Aunque nominalmente se trataba de una economía "centralmente planificada", en realidad la formulación del plan tuvo lugar en un nivel más local del proceso de producción a medida que la información se transmitía desde las empresas a los ministerios de planificación. Aparte de la Unión Soviética y las economías del Bloque del Este, este modelo económico también fue utilizado por la República Popular China, Vietnam, Cuba y Corea del Norte.

#### Unión Soviética

Bandera de la Unión Soviética.

La Unión Soviética y algunos de sus satélites europeos aspiraban a una economía totalmente planificada de forma centralizada. Si bien prescindieron casi por completo de la propiedad privada sobre los medios de producción, los trabajadores todavía recibían efectivamente un salario por su trabajo. Algunos[¿quién?] creen que según la teoría marxista esto debería haber sido un paso hacia un verdadero estado obrero. Sin embargo, algunos marxistas consideran que esto es una mala interpretación de las opiniones de Marx sobre el materialismo histórico y de sus opiniones sobre el proceso de socialización.
Las características del modelo económico soviético incluyeron:
- Cuotas de producción para cada unidad productiva. Una granja, mina o fábrica se juzgaba en función de si su producción cumplía con la cuota. Se le proporcionaría una cuota de los insumos que necesitaba para iniciar la producción, y luego se le quitaría su cuota de producción y se la entregaría a unidades de producción posteriores o se distribuiría a los consumidores.
- Asignación a través del control político. En contraste con los sistemas donde los precios determinaban la asignación de recursos, la burocracia soviética determinaba la asignación, particularmente de los medios de producción. Los precios que se construyeron se determinaron después de la formulación del plan económico, y dichos precios no influyeron en las decisiones sobre qué se produjo y cómo se produjo en primer lugar.
- Pleno empleo. A todos los trabajadores se les aseguró el empleo. Sin embargo, en general los trabajadores no fueron dirigidos a sus puestos de trabajo. La administración de planificación central ajustó las tasas salariales relativas para influir en la elección de empleo de acuerdo con las líneas generales del plan actual.
- Compensación de bienes mediante planificación: si se acumula un excedente de un producto, entonces la autoridad de planificación central reduciría la cuota para su producción o aumentaría la cuota para su uso.
- Planes quinquenales para el desarrollo a largo plazo de industrias clave.

El sistema de planificación en la Unión Soviética se desarrolló bajo Stalin entre 1928 y 1934.[cita requerida] Según la historiadora Sheila Fitzpatrick, el consenso académico fue que Stalin se apropió de la posición de la Oposición de Izquierda en asuntos tales como la industrialización y la colectivización. Después del final de la Segunda Guerra Mundial en 1945, los siete países con gobiernos comunistas en Europa central y oriental introdujeron la planificación central con planes quinquenales (o sexenales) siguiendo el modelo soviético en 1951. Las características comunes incluían la nacionalización de la industria, el transporte y el comercio, la contratación obligatoria en la agricultura (pero no la colectivización) y los monopolios gubernamentales sobre el comercio exterior. Los precios se determinaban en gran medida sobre la base de los costos de los insumos, un método derivado de la teoría del valor trabajo. Por lo tanto, los precios no incentivaron a las empresas de producción, cuyos insumos fueron racionados deliberadamente por el plan central. Esta "planificación tensa" comenzó alrededor de 1930 en la Unión Soviética y sólo se atenuó después de las reformas económicas de 1966-1968, cuando se alentó a las empresas a obtener ganancias.
Según la doctrina comunista, la planificación tenía el propósito declarado de permitir al pueblo -a través del partido comunista y las instituciones estatales- emprender actividades que habrían sido frustradas por una economía de mercado, incluida la rápida expansión de la educación y la atención sanitaria universales, el desarrollo urbano con vivienda masiva de buena calidad y desarrollo industrial de todas las regiones del país. Sin embargo, los mercados siguieron existiendo en las economías planificadas de tipo soviético. Incluso después de la colectivización de la agricultura en la Unión Soviética en la década de 1930, los miembros de las granjas colectivas y cualquier persona con un huerto privado eran libres de vender sus propios productos (a los trabajadores agrícolas a menudo se les pagaba en especie). En todos los pueblos y distritos urbanos funcionaban mercados autorizados donde las empresas no estatales (como cooperativas y granjas colectivas) podían ofrecer sus productos y servicios. A partir de 1956 y 1959, se eliminaron todos los controles sobre la mano de obra en tiempos de guerra y la gente podía solicitar y renunciar a puestos de trabajo libremente en la Unión Soviética. El uso de mecanismos de mercado llegó más lejos en Yugoslavia, Checoslovaquia y Hungría. Desde 1975, los ciudadanos soviéticos tenían derecho a dedicarse a la artesanía privada; Los agricultores colectivos pudieron criar y vender ganado de forma privada a partir de 1981. Los hogares eran libres de disponer de sus ingresos como quisieran, y los ingresos estaban sujetos a impuestos ligeros.
El historiador Robert Vincent Daniels consideró que el período estalinista representó una ruptura abrupta con el gobierno de Lenin en términos de planificación económica en la que un sistema de planificación científico y deliberado que incluía a execonomistas mencheviques en Gosplán había sido reemplazado por una versión apresurada de planificación con objetivos poco realistas. Desperdicio burocrático, cuellos de botella y escasez. Daniels también atribuyó las formulaciones de Stalin de los planes nacionales en términos de cantidad física de producción como una fuente de niveles estancados de eficiencia y calidad.

##### Disputa sobre si el modelo soviético fue socialismo

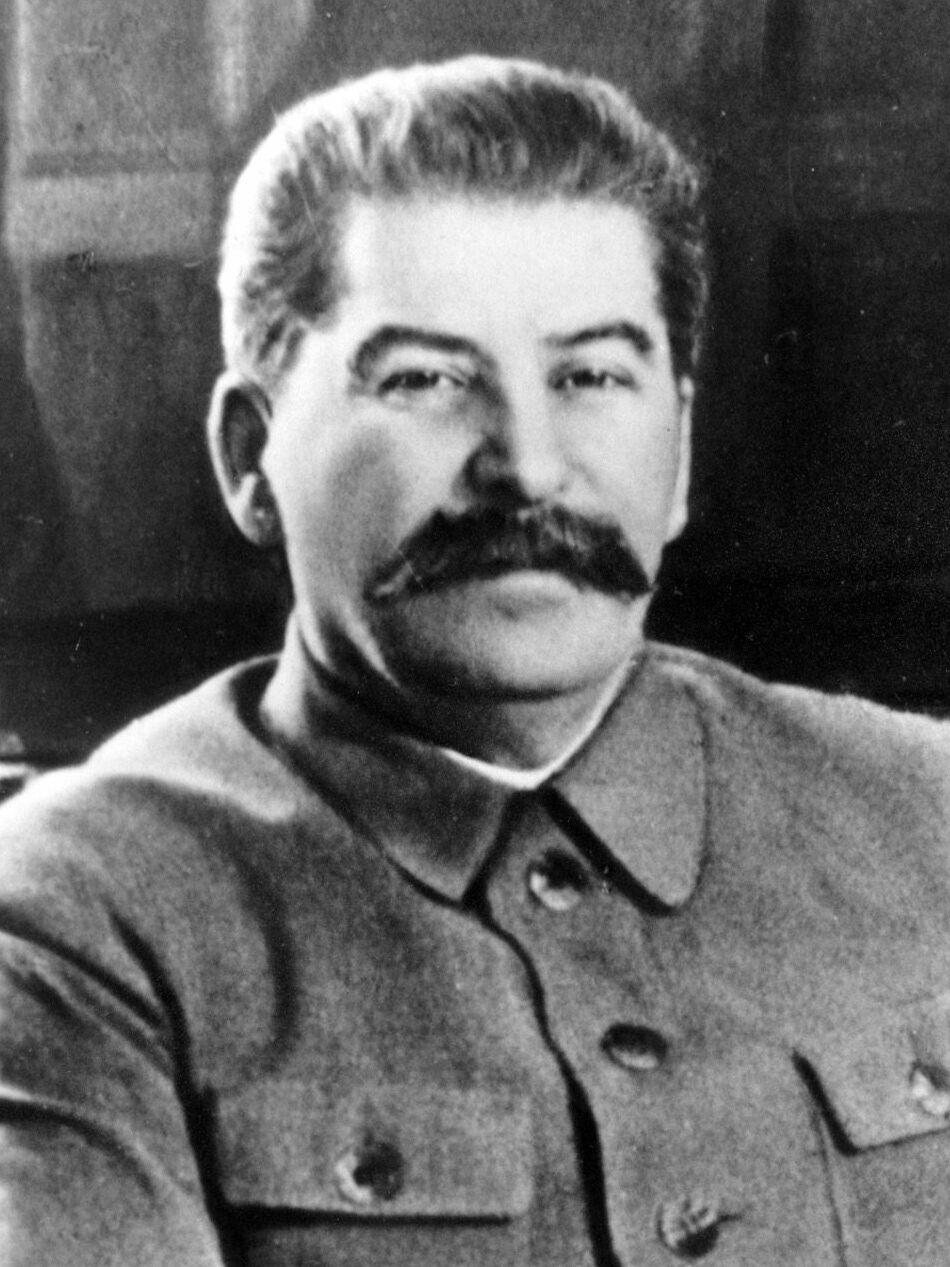
Varios académicos y economistas han cuestionado la clasificación del sistema económico soviético (especialmente durante y después del estalinismo) como socialista.

Varios académicos y economistas políticos han criticado la afirmación de que la economía de planificación centralizada -y específicamente el modelo soviético de desarrollo económico- constituye una forma de socialismo. Argumentan que la economía soviética se estructuró sobre la acumulación de capital y la extracción de plusvalía de la clase trabajadora por parte de la agencia de planificación para reinvertir este excedente en la economía y distribuirlo entre gerentes y altos funcionarios, indicando la Unión Soviética y otras economías de estilo soviético eran capitalistas de Estado y economías de mando administrativo no planificadas. Más fundamentalmente, estas economías se estructuraron en torno a la dinámica del capitalismo, es decir, la acumulación de capital, la producción con fines de lucro (en lugar de basarse en la producción para el uso, el criterio definitorio del socialismo) y la ley del valor, y aún no habían trascendido el sistema del capitalismo, pero siendo en realidad una variación del capitalismo basada en un proceso de acumulación dirigida por el Estado.
En el otro lado del argumento, los economistas sostienen que en las economías socialistas planificadas no se generó plusvalía a partir de la actividad laboral ni de los mercados de productos básicos; por lo tanto, afirman que no había una clase explotadora, incluso si existieran desigualdades.  Como los precios estaban controlados y fijados por debajo de los niveles de equilibrio del mercado, no había ningún elemento de valor añadido en el punto de venta, como ocurre en las economías de mercado capitalistas. Los precios se construyeron a partir del costo promedio de los insumos, incluidos salarios, impuestos, intereses sobre acciones y capital de trabajo, así como asignaciones para cubrir la recuperación de la inversión y la depreciación, por lo que no había margen de ganancia en el precio cobrado a los clientes. Los salarios no reflejaban el precio de compra de la mano de obra, ya que la mano de obra no era una mercancía comercializada en un mercado y las organizaciones empleadoras no eran propietarias de los medios de producción. Los salarios se fijaron a un nivel que permitiera un nivel de vida digno; premiaron las habilidades especializadas y las calificaciones educativas. En términos macroeconómicos, el plan asignaba todo el producto nacional a los trabajadores en forma de salarios para su propio uso, con una fracción retenida para inversiones y para importaciones del extranjero. La diferencia entre el valor medio de los salarios y el valor de la producción nacional por trabajador no implicaba la existencia de plusvalía ya que formaba parte de un plan conscientemente formulado para el desarrollo de la sociedad. La presencia de desigualdad en las economías planificadas socialistas no implicaba que existiera una clase explotadora. En la Unión Soviética, los miembros del partido comunista podían comprar bienes escasos en tiendas especiales y la élite dirigente aprovechaba las propiedades estatales para vivir en alojamientos más espaciosos y, a veces, lujosos. Aunque recibieron privilegios que normalmente no estaban disponibles y algunos ingresos adicionales en especie, no hubo diferencia en su remuneración oficial en comparación con sus pares no partidistas. Los directivos y trabajadores de las empresas recibieron únicamente los salarios y bonificaciones relacionados con los objetivos de producción que habían fijado las autoridades de planificación. Fuera del sector cooperativo, que disfrutaba de mayores libertades económicas y cuyas ganancias se compartían entre todos los miembros de la cooperativa, no existía ninguna clase que se apropiara de ganancias. Otros analistas sostienen que los trabajadores de la Unión Soviética y de otros estados marxista-leninistas tenían un control genuino sobre los medios de producción a través de instituciones como los sindicatos.
Algunos críticos socialistas señalan la falta de relaciones sociales socialistas en las economías de estilo soviético (específicamente la falta de autogestión), una elite burocrática basada en poderes de autoridad jerárquicos y centralizados, así como la falta de un control obrero genuino sobre la economía. medios de producción. Tales factores los llevaron a concluir que las economías soviéticas no eran socialistas, sino ejemplos de colectivismo burocrático o de capitalismo de Estado. Los trotskistas consideran que los sistemas soviéticos maduros no son ni socialistas ni capitalistas, sino estados obreros deformados. Este análisis es consistente con las Tesis de abril de 1917, en las que Lenin afirmó que la futura revolución bolchevique no tenía como objetivo introducir el socialismo (que sólo podría establecerse a escala mundial), sino poner la producción y el Estado bajo el control de los soviéticos. de Diputados de los Trabajadores. Además, los estados comunistas a menudo no afirman haber alcanzado el socialismo en sus países; por el contrario, afirman estar construyendo y trabajando por el establecimiento del socialismo en sus países. Por ejemplo, el preámbulo de la constitución de la República Socialista de Vietnam establece que Vietnam sólo entró en una etapa de transición entre el capitalismo y el socialismo después de que el país se reunificó bajo el Partido Comunista en 1976, y la Constitución de la República de Cuba de 1992  afirma que el papel del Partido Comunista es "orientar el esfuerzo común hacia las metas y la construcción del socialismo".
Los estalinistas y sus seguidores cuestionan esta opinión: afirman que el socialismo se estableció en la Unión Soviética después de que Iósif Stalin llegó al poder a finales de la década de 1920 e instituyó el sistema de planes quinquenales en 1928. La Constitución de la Unión Soviética de 1936, conocida como la Ley Fundamental del Socialismo Victorioso, encarnaba la afirmación de que se habían sentado las bases del socialismo. En 1924 Stalin introdujo la teoría del socialismo en un solo país, que sostenía que el socialismo puede construirse en un solo país, a pesar de existir dentro de un sistema económico capitalista global. Sin embargo, la ortodoxia soviética sostenía que la etapa durante la cual se construiría el socialismo desarrollado sería larga y no sería alcanzada por la Unión Soviética por sí sola. Según los libros de texto oficiales, la primera etapa del período de transición del capitalismo al socialismo había concluido en los años 1970 en los países socialistas europeos (excepto Polonia y Yugoslavia) y en Mongolia y Cuba.[cita requerida] La siguiente etapa del socialismo desarrollado no se alcanzaría hasta que "la integración económica de los estados socialistas se convierta en un factor importante de su progreso económico" y las relaciones sociales se hayan reconstruido sobre "principios colectivistas". Los escritores comunistas aceptaron que durante las primeras etapas de la construcción del socialismo se producía el intercambio de mercancías sobre la base del trabajo socialmente necesario promedio incorporado en ellas e implicaba la mediación del dinero. Las economías socialistas planificadas eran sistemas de producción de mercancías, pero estaban dirigidos de manera consciente a satisfacer las necesidades del pueblo y no abandonados a la "anarquía del mercado". En la etapa del socialismo desarrollado, "el estado de dictadura del proletariado se transforma en un estado de todas las personas que refleja la creciente homogeneidad de la sociedad" y la "igualación de los niveles de desarrollo económico" dentro y entre los países socialistas. Proporcionaría las bases para una etapa posterior de la sociedad socialista perfeccionada, donde la abundancia de bienes permitiera su distribución según las necesidades. Sólo entonces el sistema socialista mundial podría avanzar hacia la fase superior del comunismo.

#### Sistema económico socialista mundial
En la década de 1980, el sistema económico socialista mundial abarcaba a un tercio de la población mundial, pero no generaba más del 15 por ciento de la producción económica global. En su apogeo, a mediados de los años 1980, se podría decir que el sistema socialista mundial comprendía los siguientes países con una "orientación socialista", aunque no todos eran aliados de la Unión Soviética: Afganistán, Albania, Angola, Bulgaria, Camboya, China, Cuba, Checoslovaquia, Alemania del Este, Etiopía, Hungría, Mozambique, Nicaragua, Corea del Norte, Laos, Mongolia, Polonia, Rumania, Vietnam, Yemen del Sur, Yugoslavia y la Unión Soviética. El sistema coexistió con el sistema capitalista mundial, pero se basó en los principios de cooperación y asistencia mutua más que en la competencia y la rivalidad. Los países involucrados aspiraban a igualar el nivel de desarrollo económico y desempeñar un papel igual en la división internacional del trabajo. Un papel importante lo desempeñó el Consejo de Asistencia Económica Mutua (CAME) o COMECON, un organismo internacional creado para promover el desarrollo económico. Implicaba una actividad de planificación conjunta, el establecimiento de órganos económicos, científicos y técnicos internacionales y métodos de cooperación entre agencias y empresas estatales, incluidas empresas y proyectos conjuntos. Aliados del COMECON fueron el Banco Internacional de Desarrollo, creado en 1971; y el Banco Internacional de Cooperación Económica, fundado en 1963, que tenía sus homólogos en el Banco Mundial, el Banco de Pagos Internacionales y el Fondo Monetario Internacional en el mundo no socialista.
Las principales tareas del CAME eran la coordinación de planes, la especialización de la producción y el comercio regional. En 1961, Nikita Jrushchov, el líder soviético, presentó propuestas para establecer una comunidad socialista integrada y de planificación centralizada en la que cada región geográfica especializaría la producción de acuerdo con su conjunto de recursos naturales y humanos. El documento resultante, los "Principios básicos de la división socialista internacional del trabajo", fue adoptado a finales de 1961, a pesar de las objeciones de Rumania en ciertos aspectos. Los "Principios Básicos" nunca se implementaron plenamente y fueron reemplazados en 1971 por la adopción del "Programa Integral para una Mayor Ampliación y Mejora de la Cooperación y el Desarrollo de la Integración Económica Socialista". Como resultado, se celebraron muchos acuerdos de especialización entre los Estados miembros del CAME para programas y proyectos de inversión. El país importador se comprometió a confiar en el país exportador para su consumo del producto en cuestión. La especialización productiva se produjo en ingeniería, automoción, química, informática y automatización, telecomunicaciones y biotecnología. La cooperación científica y técnica entre los Estados miembros del CAME se vio facilitada por el establecimiento en 1969 del Centro Internacional de Información Científica y Técnica en Moscú.
El comercio entre los Estados miembros del CAME se dividió en "bienes duraderos" y "bienes blandos". Los primeros podían venderse en los mercados mundiales y los segundos no. Los productos básicos como los alimentos, los productos energéticos y las materias primas solían ser bienes duraderos y se comercializaban dentro de la zona del CAME a precios del mercado mundial. Las manufacturas tendían a ser bienes blandos: sus precios eran negociables y a menudo se ajustaban para equilibrar los flujos de pagos bilaterales.
Otros países con afiliación privilegiada al CAME fueron Argelia, Benín, Birmania, Congo, Finlandia, Madagascar, Malí, México, Nigeria, Seychelles, Siria, Tanzania y Zimbabue. La Unión Soviética también proporcionó sustancial ayuda económica y asistencia técnica a países en desarrollo, incluidos Egipto, India, Irak, Irán, Somalia y Turquía. Apoyó a los países en desarrollo en su llamado a un Nuevo Orden Económico Internacional y respaldó la Carta de Derechos y Obligaciones Económicas de los Estados de las Naciones Unidas adoptada por la Asamblea General en 1974.

#### Logros de las economías planificadas socialistas
En libros de texto aprobados oficialmente que describen las economías socialistas planificadas tal como existían en la década de 1980, se afirmaba lo siguiente:
- La opresión de clase y nacional había sido totalmente erradicada.
- Se han eliminado el desempleo, el hambre, la pobreza, el analfabetismo y la incertidumbre sobre el futuro.
- Todo ciudadano tiene garantizado el derecho al trabajo, al descanso, a la educación, a la atención de la salud, a la vivienda y a la seguridad en la vejez y al mantenimiento en caso de invalidez.
- Los niveles de vida materiales estaban aumentando constantemente y todos tenían libre acceso al conocimiento y a los valores de la cultura mundial y nacional.
- En la práctica, todo ciudadano tenía derecho a participar en la discusión y solución de cualquier problema en la vida de la empresa, región, república y país en el que vivía, incluidos los derechos de libertad de expresión, de reunión y de manifestación.[116]

Los datos recopilados por las Naciones Unidas sobre indicadores de desarrollo humano a principios del decenio de 1990 muestran que se logró un alto nivel de desarrollo social en las antiguas economías planificadas socialistas de Europa central y oriental y la Comunidad de Estados Independientes (ECE/CEI). La esperanza de vida en la zona de ECO y CEI en el período 1985-1990 era de 68 años, mientras que para los países de la Organización de Cooperación y Desarrollo Económicos (OCDE) era de 75 años. La mortalidad infantil en la zona de ECE/CEI fue de 25 por cada 1.000 nacidos vivos en 1990, en comparación con 13 en la zona de la OCDE. En términos de educación, las dos zonas disfrutaron de una alfabetización universal de adultos y una matrícula completa de niños en las escuelas primarias y secundarias. En cuanto a la educación terciaria, la CEE/CEI tenía 2.600 estudiantes universitarios por cada 100.000 habitantes, mientras que en la OCDE la cifra comparable era de 3.550 estudiantes. La matrícula general en los niveles primario, secundario y terciario fue del 75 por ciento en la región ECE/CEI y del 82 por ciento en los países de la OCDE.
En cuanto a la vivienda, el principal problema era el hacinamiento más que la falta de vivienda en las economías planificadas socialistas. En la URSS, la superficie de alojamiento residencial era de 15,5 metros cuadrados por persona en 1990 en las zonas urbanas, pero el 15 por ciento de la población no tenía alojamiento propio y tenía que vivir en apartamentos comunales, según el censo de 1989. En general, la vivienda era de buena calidad tanto en la región ECE/CEI como en los países de la OCDE: el 98 y el 99 por ciento de la población en los países de la OCDE tenía acceso a agua potable y servicios sanitarios mejorados, respectivamente, en comparación con el 93 y el 85 por ciento en la zona ECE/CEI en 1990.
El desempleo no existía oficialmente en las economías socialistas planificadas, aunque había personas sin empleo y una fracción de personas desempleadas como resultado de enfermedades, discapacidades u otros problemas, como el alcoholismo. La proporción de personas que cambiaban de trabajo estaba entre el 6 y el 13 por ciento de la fuerza laboral al año, según datos de empleo durante los años 1970 y 1980 en Europa Central y Oriental y la URSS. En 1967 se establecieron en la URSS bolsas de trabajo para ayudar a las empresas a reasignar trabajadores y proporcionar información sobre puestos vacantes. En Bulgaria, Alemania Oriental y Hungría funcionaban sistemas de seguro de desempleo obligatorio, pero el número de personas que solicitaban ayuda como resultado de la pérdida de su empleo sin culpa alguna ascendía a unos pocos cientos al año.
En 1988, el PIB por persona, medido según la paridad del poder adquisitivo en dólares estadounidenses, era de 7.519 dólares en Rusia y de 6.304 dólares en la URSS. Los ingresos más altos se encontraban en Eslovenia (10.663 dólares) y Estonia (9.078 dólares) y los más bajos en Albania (1.386 dólares) y Tayikistán (2.730 dólares). En toda la zona de ECO y CEI, el PIB por persona se estimó en 6.162 dólares. En comparación con los EE. UU. con 20.651 dólares y Alemania con 16.006 dólares en el mismo año. Para el área de la OCDE en su conjunto, el PIB estimado por persona fue de 14.385 dólares. Así, sobre la base de estimaciones del FMI, el ingreso nacional (PIB) por persona en la zona de ECO/CEI fue el 43 por ciento del de la zona de la OCDE.

#### Problemas económicos de las economías socialistas planificadas
A partir de la década de 1960, los países del CAME, empezando por Alemania Oriental, intentaron estrategias de crecimiento "intensivas", con el objetivo de aumentar la productividad de la mano de obra y el capital. Sin embargo, en la práctica esto significó que la inversión se desvió hacia nuevas ramas de la industria, incluidos los sectores de la electrónica, la informática, la automoción y la energía nuclear, dejando a las industrias pesadas tradicionales dependientes de tecnologías más antiguas. A pesar de la retórica sobre la modernización, la innovación siguió siendo débil ya que los gerentes de las empresas prefirieron la producción rutinaria que era más fácil de planificar y les reportaba bonificaciones predecibles. Los embargos a las exportaciones de alta tecnología organizados a través del acuerdo CoCom respaldado por Estados Unidos obstaculizaron la transferencia de tecnología. Los directivos de las empresas también ignoraron los incentivos para introducir medidas de ahorro de mano de obra, ya que deseaban retener una reserva de personal disponible para cumplir su objetivo de producción trabajando a máxima velocidad cuando se retrasaban los suministros.
En condiciones de "planificación estricta", se esperaba que la economía produjera un volumen de producción superior a la capacidad declarada de las empresas y no había "holgura" en el sistema. Las empresas se enfrentaban a una limitación de recursos y acumulaban mano de obra y otros insumos y evitaban subcontratar actividades de producción intermedias, prefiriendo retener el trabajo internamente. La empresa, según la teoría promulgada por János Kornai, estaba limitada por sus recursos y no por la demanda de sus bienes y servicios; tampoco estaba limitado por sus finanzas, ya que no era probable que el gobierno lo cerrara si no cumplía sus objetivos financieros. Las empresas en las economías socialistas planificadas operaban dentro de una restricción presupuestaria "blanda", a diferencia de las empresas en las economías de mercado capitalistas que están limitadas por la demanda y operan dentro de restricciones presupuestarias "duras", ya que se enfrentan a la quiebra si sus costos exceden sus ventas. Como todos los productores trabajaban en una economía con recursos limitados, siempre había escasez de oferta y la escasez nunca podía eliminarse, lo que llevaba a una interrupción crónica de los programas de producción. El efecto de esto fue preservar un alto nivel de empleo.
Como la oferta de bienes de consumo no logró igualar el aumento de los ingresos (porque los trabajadores seguían recibiendo su salario incluso si no eran plenamente productivos), se acumularon ahorros en los hogares, lo que indica, en la terminología oficial, "demanda pospuesta". Los economistas occidentales llamaron a esto "sobreendeudamiento monetario" o "inflación reprimida". Los precios en el mercado negro eran varias veces más altos que en los puntos de venta oficiales con precios controlados, lo que refleja la escasez y posible ilegalidad de la venta de estos artículos. Por lo tanto, aunque el bienestar del consumidor se vio reducido por la escasez, los precios que los hogares pagaron por su consumo regular fueron más bajos de lo que habrían sido si los precios se hubieran fijado en niveles que equilibraran el mercado.
A lo largo de la década de 1980 quedó claro que la zona del CAME estaba "en crisis", aunque seguía siendo económicamente viable y no se esperaba que colapsara. El modelo de crecimiento "extensivo" estaba retardando el crecimiento del CAME en su conjunto, cuyos países miembros dependían del suministro de materias primas de la URSS y del mercado soviético para las ventas de bienes. La disminución de las tasas de crecimiento reflejó una combinación de rendimientos decrecientes de la acumulación de capital y baja innovación, así como ineficiencias microeconómicas, que una alta tasa de ahorro e inversión no pudo contrarrestar. Se suponía que el CAME debía garantizar la coordinación de los planes nacionales, pero ni siquiera logró desarrollar una metodología común de planificación que pudiera ser adoptada por sus Estados miembros. Como cada estado miembro se mostró reacio a renunciar a la autosuficiencia nacional, los esfuerzos del CAME por fomentar la especialización se vieron frustrados. Había muy pocas empresas conjuntas y, por lo tanto, poca transferencia de tecnología y comercio dentro de las empresas, que en el mundo capitalista a menudo eran realizados por corporaciones transnacionales. El Banco Internacional de Cooperación Económica no tenía medios para convertir el superávit comercial de un país en una opción para comprar bienes y servicios de otros miembros del CAME.

### Transición a las economías de mercado
Después de la disolución de la Unión Soviética y el Bloque del Este, muchos de los restantes estados socialistas que presidían economías de planificación centralizada comenzaron a introducir reformas que alejaron sus economías de la planificación centralizada. En Europa central y oriental y en la URSS, la transición de una economía planificada a una economía de mercado estuvo acompañada de la transformación del modo de producción socialista en un modo de producción capitalista. En Asia (China, Laos, Corea del Norte y Vietnam) y en Cuba los partidos comunistas gobernantes introdujeron mecanismos de mercado y se reformó el sistema de planificación sin una transformación sistémica.
La transformación del socialismo al capitalismo implicó un cambio político: de una democracia popular (ver República Popular y Estado comunista) con un "papel dirigente" constitucionalmente arraigado para los partidos comunistas y obreros en la sociedad a una democracia representativa liberal con una separación de poderes legislativos., autoridades ejecutivas y judiciales y centros de poder privado que pueden actuar como freno a la actividad del Estado.
Vietnam adoptó un modelo económico al que formalmente denominó economía de mercado de orientación socialista. Este sistema económico es una forma de economía mixta que consta de empresas estatales, privadas, cooperativas e individuales coordinadas por el mecanismo del mercado. Este sistema pretende ser una etapa de transición en el desarrollo del socialismo.

#### Economías en transición
La transformación de un sistema económico de una economía socialista planificada a una economía de mercado capitalista en Europa central y oriental, la ex Unión Soviética y Mongolia en la década de 1990 implicó una serie de cambios institucionales. Estos incluyeron:
- El control sobre los medios de producción se eliminó del Estado mediante la privatización y se restablecieron los derechos de propiedad privada. En varios países la propiedad fue restituida a sus antiguos propietarios o a sus sucesores legales. Si no se podía devolver la propiedad real, los antiguos propietarios recibían una compensación. Esto ocurrió en Alemania Oriental, Checoslovaquia, Hungría y Estonia. En todos los países de la Comunidad de Estados Independientes, el gobierno decidió no restaurar o compensar debido a que había transcurrido demasiado tiempo y en muchos casos ya se había hecho compensación a través de tratados bilaterales entre la URSS y gobiernos extranjeros que representaban a los antiguos propietarios. En la mayoría de las economías en transición se llevó a cabo una privatización mediante vales, en la que los ciudadanos y trabajadores de las empresas recibían acciones gratuitas o baratas.[132]
- El sistema de toma de decisiones se descentralizó mediante el fin de la planificación central y la privatización de las empresas. Los colectivos laborales y los sindicatos perdieron gran parte de su influencia en la toma de decisiones empresariales.
- Los mercados se convirtieron en el mecanismo de coordinación dominante tras la liberalización de precios y la descontrol del comercio exterior que permitieron la importación más o menos ilimitada de bienes en 1990/92. Las colas en los puntos de venta minorista desaparecieron al igual que los inventarios acumulados en las fábricas. Las bolsas de valores se establecieron entre 1990 y 1995. Se introdujo una legislación antimonopolio.[133] A medida que los trabajadores perdieron sus empleos o se encontraron con sus salarios impagos, surgieron mercados laborales informales a lo largo de ciertas calles, particularmente para los oficios de la construcción.[134]
- El sistema de incentivos fue modificado por la legalización de la empresa privada y la modificación de las leyes laborales. Se desarrolló una gran esfera informal que se estima comprende entre el 21 y el 30 por ciento de los cálculos oficiales del PIB.[135]
- Las formas organizativas que prevalecían en las economías planificadas socialistas se reestructuraron disolviendo las empresas industriales y agrícolas verticalmente integradas y cerrando empresas no viables. Según algunos estudios, el endurecimiento de las restricciones presupuestarias de las empresas impulsó más la reestructuración industrial que la privatización.[136]
- El sistema de distribución se volvió más desigual a medida que se eliminaron los controles de precios de los artículos de primera necesidad, lo que alimentó el crecimiento de la pobreza entre las personas con ingresos fijos, como los pensionados y los desempleados. Las medidas redistributivas a través de impuestos y redes de seguridad social resultaron incapaces de contrarrestar el crecimiento de la pobreza y, en el otro extremo de la escala de ingresos, el surgimiento de una élite empresarial rica (véase también oligarca empresarial).
- El mecanismo de elección pública fue revisado para rescindir el papel dirigente del partido comunista e introducir una constitución liberal que consolide los derechos civiles y la democracia representativa en casi todas las economías en transición, excepto Bielorrusia, Turkmenistán y Uzbekistán.

#### República Popular China

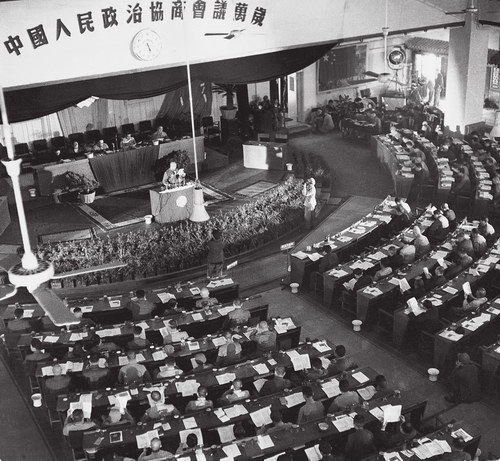
Primera Conferencia Consultiva Política del Pueblo Chino en 1949.

China adoptó una economía planificada socialista después de la victoria comunista en su Guerra Civil. Se abolieron la propiedad privada y la propiedad privada del capital, y diversas formas de riqueza quedaron sujetas al control estatal o a los consejos de trabajadores. La economía china adoptó en términos generales un sistema similar de cuotas de producción y pleno empleo por decreto al modelo ruso. El Gran Salto Adelante fue testigo de un experimento a gran escala con una rápida colectivización de la agricultura y otros objetivos ambiciosos. Los resultados fueron inferiores a los esperados (por ejemplo, hubo escasez de alimentos y hambrunas masivas) y el programa se abandonó después de tres años. En el programa común establecido por la Conferencia Consultiva Política del Pueblo Chino en 1949, de hecho la constitución provisional del país, el capitalismo de Estado significaba un sistema económico de corporativismo. Disponía lo siguiente: "Siempre que sea necesario y posible, se alentará el desarrollo del capital privado en la dirección del capitalismo de Estado".
En las últimas décadas, China ha abierto su economía a la inversión extranjera y al comercio basado en el mercado, y ha seguido experimentando un fuerte crecimiento económico. Ha gestionado cuidadosamente la transición de una economía socialista planificada a una economía de mercado, oficialmente denominada economía socialista de mercado de productos básicos, que algunos observadores externos han comparado con el capitalismo de Estado. El actual sistema económico chino se caracteriza por la propiedad estatal combinada con un fuerte sector privado formado por empresas de propiedad privada que generan alrededor del 33% (People's Daily Online 2005) a más del 50% del PIB en 2005, con un artículo de BusinessWeek estimándose el 70% del PIB, cifra que podría ser incluso mayor considerando el sistema Chengbao. Algunos observadores occidentales señalan que es probable que los funcionarios estatales subestimen al sector privado en el cálculo del PIB debido a su propensión a ignorar a las pequeñas empresas privadas que no están registradas. La mayoría de los sectores estatales y privados de la economía se rigen por prácticas de libre mercado, incluida una bolsa de valores para negociar acciones. El libre mercado es el árbitro de la mayor parte de la actividad económica, que queda en manos de la gestión tanto de empresas estatales como privadas. Existe una cantidad significativa de empresas de propiedad privada, especialmente en el sector de servicios al consumidor. 
El sector estatal se concentra en las cimas dominantes de la economía con un sector privado en crecimiento dedicado principalmente a la producción de materias primas y la industria ligera. La planificación directiva centralizada basada en requisitos de producción obligatorios y cuotas de producción ha sido reemplazada por el mecanismo de libre mercado en la mayor parte de la economía y la planificación directiva se utiliza en algunas grandes industrias estatales. Una diferencia importante con la antigua economía planificada es la privatización de las instituciones estatales. Quedan 150 empresas de propiedad estatal que dependen directamente del gobierno central y la mayoría tiene varias filiales. En 2008, estas corporaciones estatales se habían vuelto cada vez más dinámicas, lo que contribuyó en gran medida al aumento de los ingresos del estado. El sector estatal lideró el proceso de recuperación económica y aumentó el crecimiento económico en 2009 después de las crisis financieras.
Los defensores de este modelo se distinguen de los socialistas de mercado que creen que la planificación económica es inalcanzable, indeseable o ineficaz para distribuir bienes, y ven el mercado como la solución y no como una fase temporal en el desarrollo de una economía planificada socialista. Este tipo de sistema económico se defiende desde una perspectiva marxista-leninista que afirma que una economía planificada socialista sólo puede ser posible después de establecer primero la necesaria economía integral de mercado de productos básicos, dejándola desarrollarse plenamente hasta que agote su etapa histórica y se transforme gradualmente en una economía planificada.

#### Cuba
La República de Cuba, bajo el liderazgo de Raúl Castro, comenzó en 2006 a fomentar las cooperativas, la propiedad de los trabajadores y el trabajo por cuenta propia en un intento por reducir el papel central de las empresas estatales y la gestión estatal dentro de la economía, con el objetivo de construir una forma de socialismo "más profunda" o más cooperativa. En 2018, había 429 cooperativas en Cuba, muchas de las cuales anteriormente eran empresas estatales.

#### Vietnam
La República Socialista de Vietnam ha llevado a cabo reformas económicas similares a las de China, aunque de menor alcance, lo que ha dado como resultado una economía de mercado de orientación socialista, una economía mixta en la que el Estado desempeña un papel dominante y pretende ser una fase de transición en el establecimiento de una economía socialista.

### Economías mixtas socialdemócratas
Muchos de los países industrializados y abiertos de Europa occidental experimentaron con una u otra forma de economía mixta socialdemócrata durante el siglo XX. Estos incluyen Gran Bretaña (economía mixta y estado de bienestar) de 1945 a 1979, Francia (capitalismo de Estado y planificación indicativa) de 1945 a 1982 bajo el dirigismo, Suecia (estado de bienestar socialdemócrata) y Noruega (economía mixta socialdemócrata de Estado) hasta el presente. Se consideran experimentos socialdemócratas y socialistas reformistas porque universalmente conservaron una economía basada en salarios y la propiedad y el control privados de los medios decisivos de producción.
Sin embargo, estos países de Europa occidental intentaron reestructurar sus economías alejándolas de un modelo capitalista puramente privado. Las variaciones van desde estados de bienestar socialdemócratas, como en Suecia, hasta economías mixtas donde un porcentaje importante del PIB proviene del sector estatal, como en Noruega, que se ubica entre los países con mayor calidad de vida e igualdad de oportunidades para sus ciudadanos. Elementos de estos esfuerzos persisten en toda Europa, incluso si han derogado algunos aspectos del control y la propiedad públicos. Generalmente se caracterizan por las siguientes características:
- Nacionalización de industrias clave como la minería, el petróleo, el acero, la energía y el transporte. Un modelo común es que el Estado se haga cargo de un sector y luego se establezcan una o más empresas estatales para su funcionamiento diario. Las ventajas de la nacionalización incluyen la capacidad del Estado para dirigir la inversión en industrias clave, la distribución de las ganancias estatales de las industrias nacionalizadas para el bien nacional general, la capacidad de dirigir a los productores hacia objetivos sociales en lugar de objetivos de mercado y un mayor control de las industrias por y para los trabajadores, así como los beneficios y cargas de la investigación y el desarrollo financiados con fondos públicos, se extienden a la población en general.
- Redistribución de la riqueza, a través de políticas tanto impositivas como de gasto que apuntan a reducir las desigualdades económicas. Las socialdemocracias suelen emplear diversas formas de tributación progresiva en relación con los salarios y los ingresos empresariales, la riqueza, la herencia, las ganancias de capital y la propiedad. En lo que respecta al gasto, un conjunto de políticas sociales normalmente proporciona acceso gratuito a servicios públicos como educación, atención médica y cuidado infantil, mientras que también es común el acceso subsidiado a vivienda, alimentos, productos farmacéuticos, suministro de agua, gestión de residuos y electricidad.
- Planes de seguridad social donde los trabajadores contribuyen a un programa de seguro público obligatorio. El seguro suele incluir disposiciones monetarias para pensiones de jubilación y prestaciones de supervivencia, incapacidades permanentes y temporales, desempleo y licencia parental. A diferencia de los seguros privados, los planes gubernamentales se basan en estatutos públicos y no en contratos, de modo que las contribuciones y los beneficios pueden cambiar con el tiempo y se basan en la solidaridad entre los participantes. Su financiación se realiza de forma continua, sin relación directa con pasivos futuros.
- Salarios mínimos, protección del empleo y reconocimiento de los derechos sindicales en beneficio de los trabajadores. Los objetivos de estas políticas son garantizar salarios dignos y ayudar a producir pleno empleo. Hay varios modelos diferentes de protección sindical que evolucionaron, pero todos garantizan el derecho de los trabajadores a formar sindicatos, negociar beneficios y participar en huelgas. Alemania nombró representantes sindicales de alto nivel en todas las corporaciones y tuvo muchos menos conflictos industriales que el Reino Unido, cuyas leyes fomentaban las huelgas en lugar de la negociación.
- Planificación nacional para el desarrollo industrial.
- Gestión de la demanda al estilo keynesiano para ayudar a garantizar el crecimiento económico y el empleo.

#### Capitalismo de Estado
Varias economías mixtas socialdemócratas son capitalistas de estado y consisten en grandes empresas estatales comerciales que operan de acuerdo con las leyes del capitalismo y buscan ganancias, que han evolucionado en países que han sido influenciados por varios partidos políticos socialistas electos y sus reformas económicas. Si bien estas políticas y reformas no cambiaron el aspecto fundamental del capitalismo y los elementos no socialistas dentro de estos países apoyaron o a menudo implementaron muchas de estas reformas, el resultado ha sido un conjunto de instituciones económicas que fueron influenciadas, al menos en parte, por la ideología socialista.

##### India
Después de independizarse de Gran Bretaña, la India adoptó un enfoque de crecimiento económico de inspiración ampliamente socialista. Como otros países con una transición democrática a una economía mixta, no abolió la propiedad privada del capital. India procedió a nacionalizar varias grandes empresas privadas, crear empresas de propiedad estatal y redistribuir el ingreso mediante impuestos progresivos de una manera similar a las naciones socialdemócratas de Europa occidental que a las economías planificadas como la Unión Soviética o China. Hoy en día, la India suele caracterizarse por tener una economía de libre mercado que combina la planificación económica con el libre mercado. Sin embargo, adoptó un enfoque muy firme en la planificación nacional con una serie de amplios planes quinquenales.

##### Noruega
El capitalismo de Estado noruego moderno tiene sus orígenes en la propiedad pública de las reservas de petróleo del país y en las reformas socialdemócratas posteriores a la Segunda Guerra Mundial. El gobierno de Noruega tiene participaciones en muchas de las empresas que cotizan en bolsa más grandes del país, posee el 37% del mercado de valores de Oslo y opera las empresas no cotizadas más grandes del país, incluidas Statoil y Statkraft. El gobierno también opera un fondo soberano, el Fondo de Pensiones del Gobierno de Noruega, cuyo objetivo parcial es preparar a Noruega para un futuro post-petróleo.

##### Singapur
Singapur siguió un modelo de desarrollo económico liderado por el Estado bajo el Partido de Acción Popular, que inicialmente adoptó un enfoque leninista de la política y un modelo socialista amplio de desarrollo económico. Originalmente, también hubo luchas internas entre moderados y radicales, incluido un ala izquierdista y comunista en el partido que vio a muchos encarcelados. Las políticas socialistas que practicó el PAP durante sus primeras décadas en el poder fueron de tipo pragmático y se caracterizaron por su rechazo a la nacionalización. A pesar de esto, el PAP era miembro de la Internacional Socialista y todavía afirmaba ser un partido socialista, señalando como evidencia su regulación del sector privado, la intervención estatal en la economía y las políticas sociales. El primer ministro Lee Kuan Yew también afirmó que ha sido influenciado por el Partido Laborista británico socialista democrático.
La economía de Singapur está dominada por empresas estatales y empresas vinculadas al gobierno a través de Temasek Holdings, que generan el 60% del PIB de Singapur. Temasek Holdings opera como cualquier otra empresa en una economía de mercado. Los administradores del holding son recompensados en función de las ganancias con la intención explícita de cultivar una mentalidad de propiedad. El estado también proporciona importantes viviendas públicas, educación gratuita y servicios de salud y recreación, así como transporte público integral. Hoy en día, Singapur se caracteriza a menudo por tener una economía capitalista de Estado que combina la planificación económica con el libre mercado. Si bien las empresas vinculadas al gobierno generan la mayor parte del PIB de Singapur, en las últimas décadas se ha reducido la planificación estatal moderada de la economía. No obstante, si bien es el partido más derechista de Singapur, el PAP ha sido descrito como de centro izquierda y adoptó un rumbo de izquierda en ciertas áreas para seguir siendo electoralmente dominante.

##### Taiwán
La economía de Taiwán ha sido clasificada como un sistema capitalista de estado influenciado por su modelo leninista de control político, y algunos economistas taiwaneses se refieren al modelo económico de Taiwán como capitalismo de partido de Estado, un legado que aún perdura en el proceso de toma de decisiones. La economía de Taiwán incluye una serie de empresas de propiedad estatal, pero el papel del Estado taiwanés en la economía pasó del de empresario al de inversor minoritario en empresas junto con la agenda de democratización de finales de los años 1980.

#### Propiedad social y producción entre pares
Varias formas de organización socialista basadas en la toma de decisiones cooperativa, la democracia en el lugar de trabajo y, en algunos casos, la producción directa para el uso, han existido dentro del contexto más amplio del modo de producción capitalista desde la Comuna de París. Nuevas formas de acuerdos institucionales socialistas comenzaron a tomar forma a finales del siglo XX con el avance y la proliferación de Internet y otras herramientas que permiten la toma de decisiones colaborativa.
Michel Bauwens identifica el surgimiento del movimiento de software abierto y la producción entre pares como un modo de producción alternativo emergente a la economía capitalista que se basa en la autogestión colaborativa, la propiedad común de los recursos y la producción (directa) de valores de uso a través de la Libre cooperación de los productores que tienen acceso al capital distribuido. La producción entre pares basada en la propiedad común generalmente implica producción sin ningún objetivo de obtener ganancias directas, sino que contribuye libremente a un proyecto que depende de un fondo común abierto de recursos. La producción se lleva a cabo directamente para su uso—ej. El software de código abierto se produce únicamente por su valor de uso. Wikipedia, que se basa en la colaboración y la cooperación y en individuos libremente asociados, ha sido citada como modelo de cómo podría funcionar el socialismo. Algunos entienden esto como un ejemplo moderno de lo que la Comuna de París (un modelo para una posible organización futura) fue para Marx en su época. Otros, como Stefan Meretz, creen que la producción entre pares basada en el bien común trasciende el socialismo, no sólo el capitalismo.

##### República Federativa Socialista de Yugoslavia
La República Federal Socialista de Yugoslavia persiguió una economía socialista basada en la autogestión o autogestión de los trabajadores. En lugar de implementar una economía de planificación centralizada, Yugoslavia desarrolló un sistema socialista de mercado en el que las empresas y firmas eran de propiedad social en lugar de propiedad pública del Estado. En estas organizaciones, la dirección era elegida directamente por los trabajadores de cada empresa, y luego se organizaban según la teoría del trabajo asociado de Edvard Kardelj.

##### Empresas autogestionadas
La Corporación Mondragón, una federación de cooperativas de la región vasca de España, se organiza como una empresa de propiedad y gestión de empleados. Varias corporaciones privadas, como Cisco Systems, han adoptado estilos similares de gestión descentralizada que adoptan la cooperación y la colaboración en lugar de las estructuras de gestión jerárquicas tradicionales. A diferencia de Mondragón, Cisco sigue siendo firmemente de propiedad privada. Más fundamentalmente, las empresas autogestionadas y propiedad de los empleados todavía operan dentro del contexto más amplio del capitalismo y están sujetas a la acumulación de capital y al mecanismo de pérdida de ganancias.

#### Comuna de París

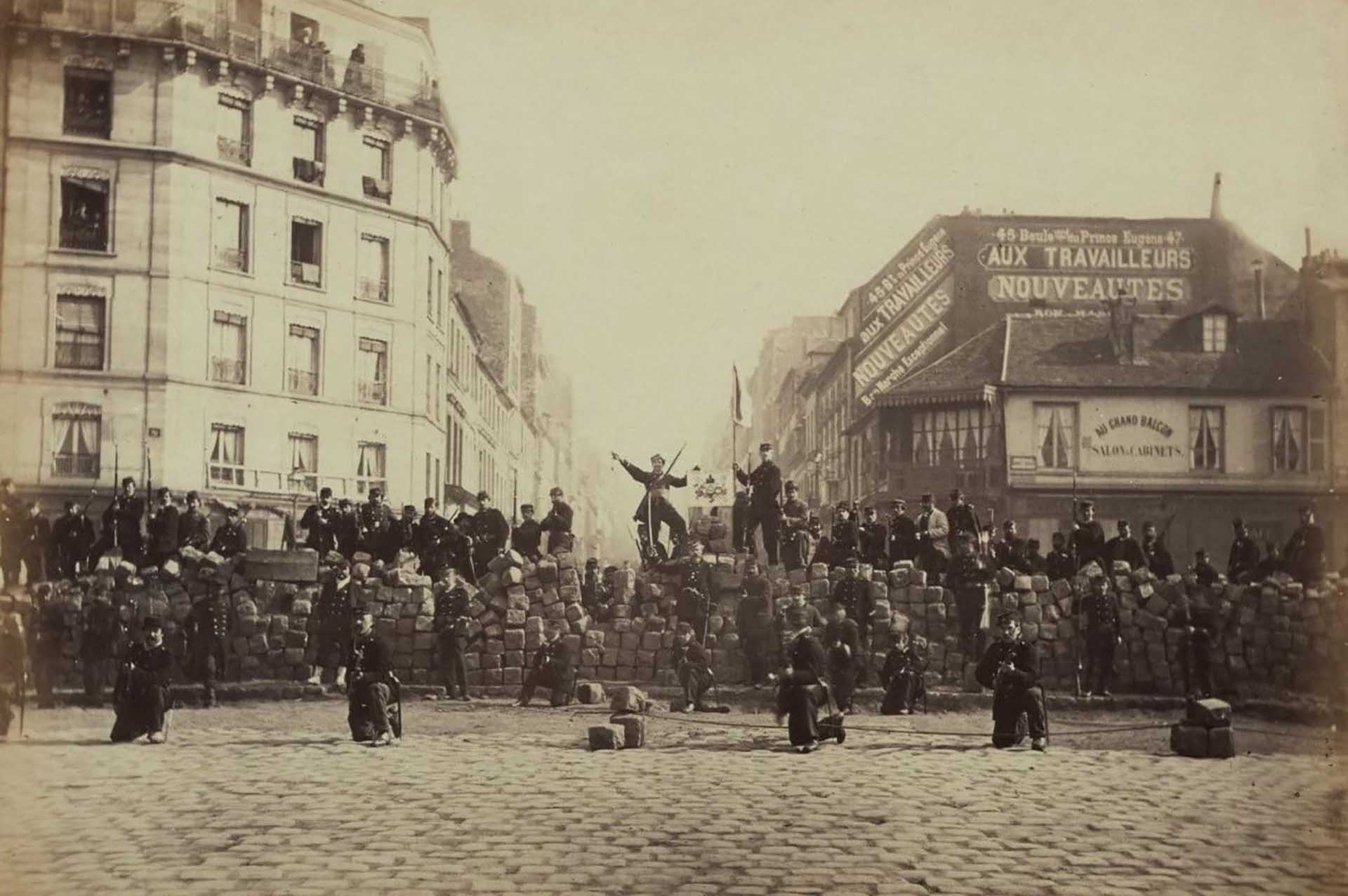
Una barricada levantada por la Guardia Nacional Comunera durante la Comuna de París (1871).

Karl Marx consideró que la Comuna de París era un modo prototipo de organización económica y política para una futura sociedad socialista. Se abolió la propiedad privada de los medios de producción, de modo que los individuos y las asociaciones cooperativas de productores poseían propiedades productivas e se introdujeron medidas democráticas en las que los funcionarios electos no recibían más en compensación que el trabajador promedio y podían ser revocados en cualquier momento. Los anarquistas también participaron activamente en el establecimiento de la Comuna de París. George Woodcock manifiesta que "una contribución notable a las actividades de la Comuna y particularmente a la organización de los servicios públicos fue hecha por miembros de varias facciones anarquistas, incluidos los mutualistas Courbet, Longuet y Vermorel, los colectivistas libertarios Varlin, Malon y Lefrangais, y los bakuninistas Elie y Elisée Reclus y Louise Michel".

#### España anarquista

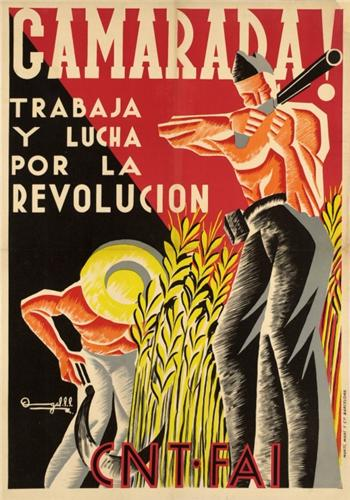
Cartel propagandístico de la CNT-FAI (1936) animando a defender la revolución social española de 1936.

En España, el sindicato anarquista Confederación Nacional del Trabajo (CNT) inicialmente se negó a unirse a una alianza electoral del frente popular y la abstención de los partidarios de la CNT condujo a una victoria electoral de la derecha. En 1936, la CNT cambió su política y los votos anarquistas ayudaron a que el frente popular volviera al poder. Meses después, la antigua clase dominante respondió con un intento de golpe de Estado que provocó la guerra civil española (1936-1939). En respuesta a la rebelión del ejército, un movimiento de campesinos y trabajadores de inspiración anarquista, apoyado por milicias armadas, tomó el control de Barcelona y de grandes zonas de la España rural donde colectivizaron la tierra.
Incluso antes de la victoria fascista en 1939, los anarquistas estaban perdiendo terreno en una amarga lucha con los estalinistas, que controlaban la distribución de la ayuda militar a la causa republicana desde la Unión Soviética. Los acontecimientos conocidos como la Revolución Española fueron una revolución social de los trabajadores que comenzó durante el estallido de la guerra civil española en 1936 y resultó en la implementación generalizada de principios organizativos socialistas anarquistas y más ampliamente libertarios en varias partes del país durante dos o tres años, principalmente Cataluña, Aragón, Andalucía y partes del Levante. Gran parte de la economía española quedó bajo control de los trabajadores y en bastiones anarquistas como Cataluña, la cifra llegó al 75%, aunque fue menor en áreas con fuerte influencia del Partido Comunista de España, ya que el partido aliado soviético resistió activamente los intentos de colectivización. promulgación. Las fábricas se gestionaban a través de comités de trabajadores, las zonas agrarias se colectivizaron y se gestionaron como comunas libertarias. El historiador anarquista Sam Dolgoff estimó que alrededor de ocho millones de personas participaron directa o al menos indirectamente en la Revolución Española que, según él, "estuvo más cerca de realizar el ideal de una sociedad libre y sin estado a gran escala que cualquier otra revolución en la historia".

## Crítica
La visión neoclásica es que hay una falta de incentivos, no una falta de información en una economía planificada. Sostienen que dentro de una economía planificada socialista hay una falta de incentivos para actuar con base en la información. Por lo tanto, el elemento crucial que falta no es tanto la información como argumentaba la Escuela Austriaca como la motivación para actuar con base en la información.

## Lectura adicional
- Albert, Michael; Hahnel, Robin: The Political Economy of Participatory Economics, Princeton University Press, 1991. (Available online)
- Amin, Samir: Spectres of Capitalism: A Critique of Current Intellectual Fashions, 1998, Monthly Review Press
- Carson, Kevin, Studies in Mutualist Political Economy (BookSurge Publishing, 2007). ISBN 978-1-4196-5869-3
- Cole, G. D. H. Socialist Economics, 1950, London: Victor Gollancz Ltd.
- Cohen, G. A. If you're an Egalitarian, How Come You're So Rich?: Harvard UP
- Horvat, Branko: The Political Economy of Socialism, 1982, M.E. Sharpe, Inc.
- Kaser, Michael C: Soviet Economics, 1970 London: World University Library/ Weidenfeld & Nicolson. ISBN 0-303-17565-6
- Kennedy, Liam (ed.): Economic Theory of Co-operative Enterprises: Selected Readings, 1983, The Plunkett Foundation for Co-operative Studies.
- Lebowitz, Michael A.: Beyond Capital, Marx's Political Economy of the Working Class, 1992, 2003, Palgrave.
- Noel Thompson Left in the Wilderness: The Political Economy of British Democratic Socialism since 1979 2002, Acumen Publishing ISBN 1-902683-54-4
- Sweezy, Paul M.: The Theory of Capitalist Development, 1942, Monthly Review Press.
- Veblen, Thorstein: The Theory of the Leisure Class: An Economic Study of Institutions, 1899, New York Macmillan Company.
- Von Mises, Ludwig, Socialism.
- Makoto Itoh, Political Economy of Socialism.
- Various authors. The Accumulation of Freedom: Writings on Anarchist Economics. AK Press. (2012) ISBN 978-1-84935-094-5